# VW Golf I
Der Golf I ist ein Automodell der Marke Volkswagen der Volkswagenwerk AG und kam im Frühjahr 1974 auf den Markt. Zusammen mit dem Mitte 1973 präsentierten Passat führte der Golf den Volkswagenkonzern aus der ab Anfang der 1970er Jahre bestehenden Absatzkrise. Nachdem andere Pkw-Hersteller bereits verschiedene Modelle mit Kompaktkarosserie und großer Heckklappe herausgebracht hatten, verhalf der Golf dieser Bauweise in Deutschland zum Durchbruch. Im VW-Programm sollte der Golf den konstruktiv noch aus den 1930er Jahren stammenden VW Käfer ersetzen, der jedoch noch bis 1985 parallel im deutschen VW-Angebot blieb.
Von Mai 1974 bis August 1983 wurden sechs Millionen Golf-Limousinen gebaut, davon eine Million mit Dieselmotor. Zusätzlich produzierte Karmann von März 1979 bis August 1993 knapp 389.000 Cabriolets. Der vom Golf I abgeleitete Pick-up VW Caddy wurde 200.000-mal hergestellt.
Der Werkscode des Golf I lautet Typ 17, der Werkscode des Golf I Cabriolet Typ 155.

## Modellgeschichte

### Entwicklung

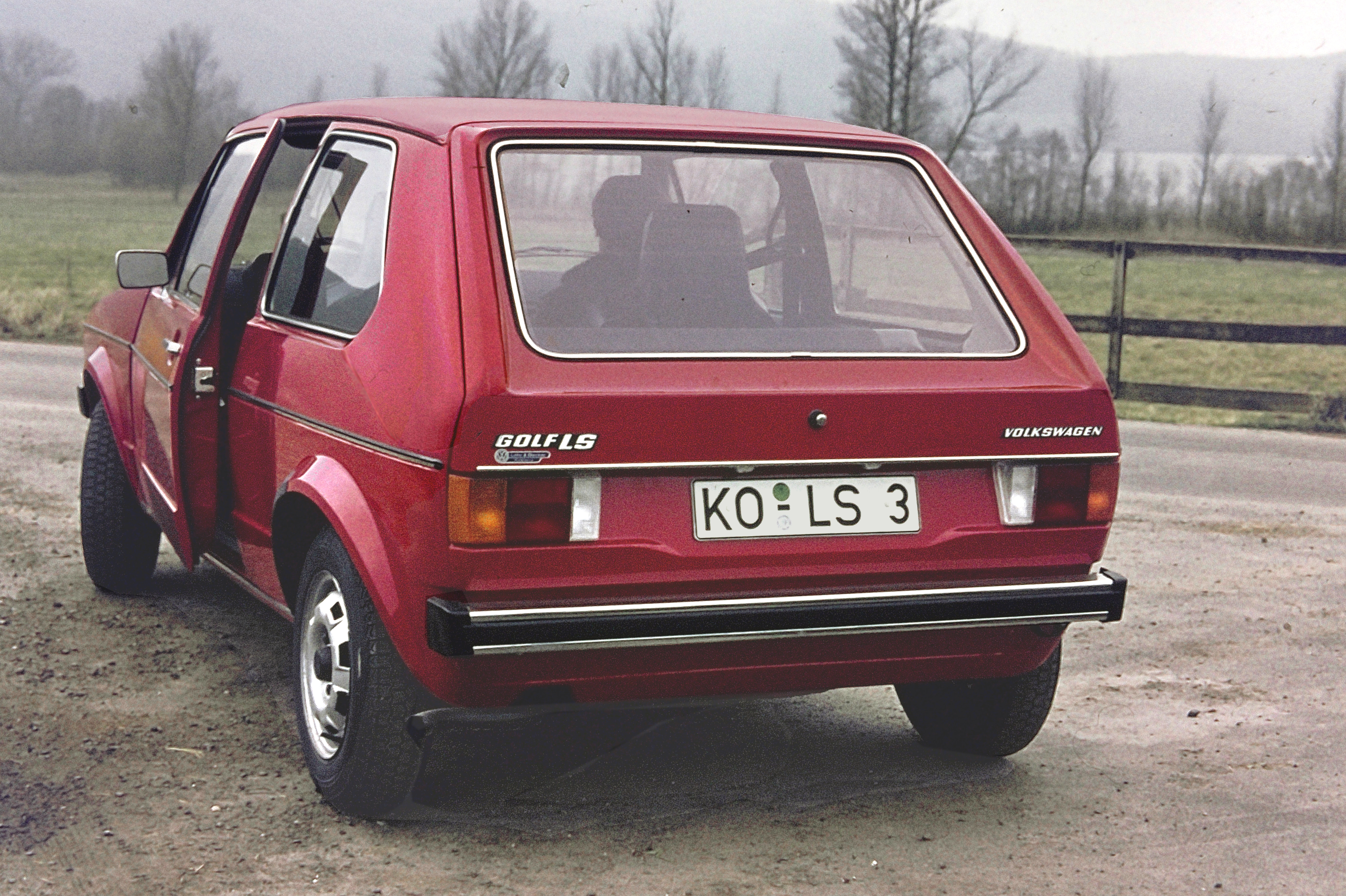
Erste Ausführung, mit geknickter Linie im Heckblech, auch „Schwalbenschwanz“ genannt

Unter dramatischen Bedingungen entwickelt, führte der Golf zusammen mit dem Passat den Volkswagenkonzern aus der Krise. Bis Ende der 1960er Jahre hatte VW-Chef Heinrich Nordhoff auf den Käfer und die davon abgeleiteten Konstruktionen mit luftgekühlten Heckmotoren gesetzt, die die Kunden immer weniger akzeptierten.
Nordhoffs Nachfolger Kurt Lotz schlug den Weg zu einem neuen Konzept mit wassergekühlten Motoren und Frontantrieb ein, nachdem Importmarken wie Fiat, Renault, Peugeot und Simca bereits in den 1960er Jahren kompakte Modelle mit Frontantrieb präsentiert hatten, Citroën mit dem 2CV bereits 1949. Die Vorbereitungen zur Serienproduktion des von Ferdinand Piëch bei der Porsche KG entwickelten Käfer-Nachfolgers EA 266 mit Mittelmotor (der wassergekühlte Motor war längs unter der Rückbank eingebaut) stoppte der neue VW-Chef Rudolf Leiding Ende 1971. Bereits 1969 wurde der EA 276 gebaut, ein Versuchsträger mit Frontantrieb und luftgekühltem Boxermotor, der als EA 337 zum Golf weiterentwickelt wurde. Dabei war Leiding auch von diesem Entwurf anfangs nicht überzeugt, wie sich der Designer Giorgetto Giugiaro später erinnerte: „Leiding kam im Prinzip zu spät, um den Golf noch verhindern zu können.“
Die technologische und personelle Kompetenz für den Golf kam weitestgehend von der Auto Union GmbH bzw. NSU: Insbesondere die Entwickler von NSU, die 1969 zur Audi NSU Auto Union AG fusionierte, wie Entwicklungschef Hans-Gerd Wenderoth und Werner Holste, entwickelten mit Franz Hauk, Motorenentwickler bei Auto Union in Ingolstadt, den ersten Golf.
Die Neukonstruktion mit Frontantrieb und Wasserkühlung war völlig anders als der Käfer. Bei gleichem Radstand war der Golf beträchtlich kürzer, und dennoch bot er wesentlich bessere Platzverhältnisse und praktischere Einstiegs- und Belademöglichkeiten. An der vorteilhaften Raumaufteilung hatte der quer eingebaute Frontmotor seinen Anteil. Das Fahrwerk hatte gegenüber dem etwas eher herausgebrachten Scirocco eine weichere Stoßdämpferkennung, hinten weniger harte und auch etwas längere Federn und die gesamte Bodengruppe lag um etwa 20 mm höher. Wie schon frühere VW-Modelle hatte auch der Golf bereits von Anfang an eine Schnittstelle zur Computerdiagnose. Der Designer Giorgetto Giugiaro gab dem Golf sein markantes Aussehen, Anpassungen wie z. B. der Wechsel auf Rundscheinwerfer nahm bei VW Herbert Schäfer vor. Das Modell gilt heute als herausragendes Beispiel konsequent moderner Formgebung.
Für den im Mai 1974 vorgestellten Golf standen zwei Motoren zur Wahl: ein 1,1-l-Motor mit 50 PS (37 kW) wie im Audi 50 und ein 1,5-l-Motor mit 70 PS (51 kW) aus dem Audi 80. Das 1,1-l-Triebwerk war eine ausgesprochen rationelle Konstruktion, denn er arbeitete ohne Zwischenwelle: Der Verteiler wurde direkt von der Nockenwelle angetrieben und die Ölpumpe direkt von der Kurbelwelle. Der Wasserpumpenantrieb fungierte gleichzeitig als Spannrolle für den Zahnriemen des Nockenwellenantriebs. Im Unterschied zum 1,5-Liter-Motor hatte er außerdem einen Querstromzylinderkopf und war nach vorn geneigt in den Golf eingebaut, während die größeren Motoren nach hinten geneigt eingebaut waren.

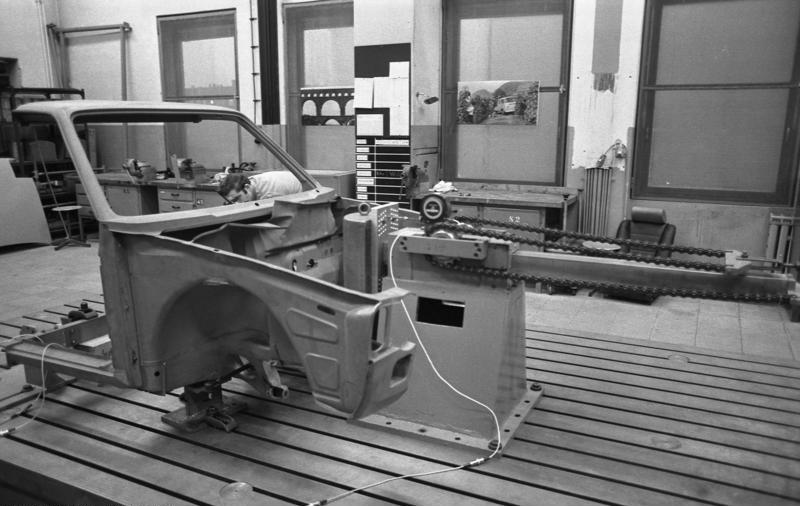
Entwicklungsabteilung: Belastungstest des Vorderwagens, 1973
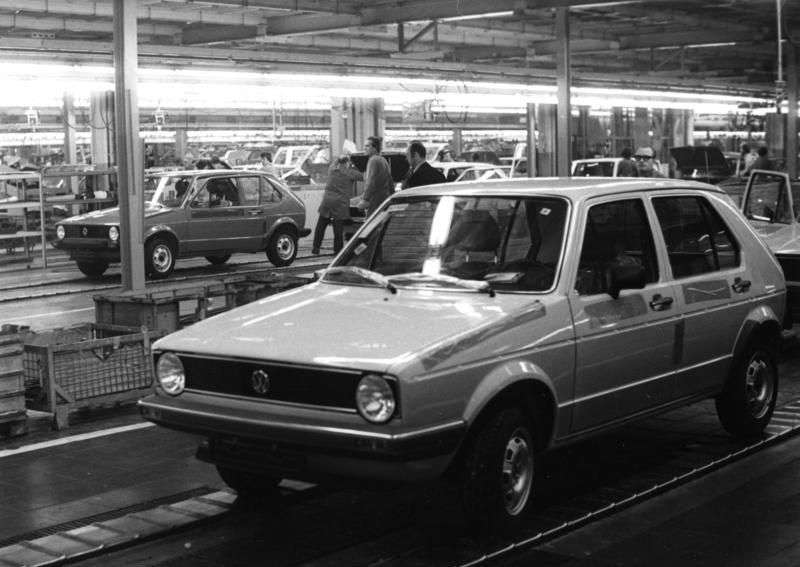
Montage im Werk Wolfsburg, 1978

Am 29. März 1974 begann die Serienproduktion im Werk Wolfsburg. Der Verkaufserfolg war vom ersten Tag an groß. Der Golf galt seinerzeit selbst mit der kleinsten Motorisierung als sportlich. Trotzdem waren die Motoren sparsam, ein Kriterium, das beim Markteintritt unter dem Eindruck der ersten Ölkrise 1973/74 eine hohe Bedeutung hatte. So betrug der Normverbrauch des 50-PS-Motors nach DIN 70030 6,4 l pro 100 km bei 90 km/h und konnte mit der Formel E-Ausstattung auf 5,2 l gesenkt werden. Die Ölkrise steigerte eher die Nachfrage nach Kompaktwagen, wie sie bis dahin fast ausschließlich aus Italien oder Frankreich gekommen waren: als geräumige Schräghecklimousinen mit drei oder fünf Türen.
1976 wurde der Golf I als Rabbit in den USA vorgestellt. Das Design an Front und Heck, sowie das Ausstattungsniveau unterschieden sich deutlich von der europäischen Ausführung. Aufgrund schärferer Crashvorschriften waren voluminösere Stoßfänger vonnöten, wodurch das Auto auch länger war. Hinzu kamen wegen anderer Abgasvorschriften bereits ab 1977 Motoren mit der mechanischen Benzineinspritzung K-Jetronic von Bosch.
Seit dieser Zeit führt der Golf die deutsche Zulassungsstatistik an, mit einer kurzen Unterbrechung durch den Mercedes-Benz W 123 im Jahr 1980.

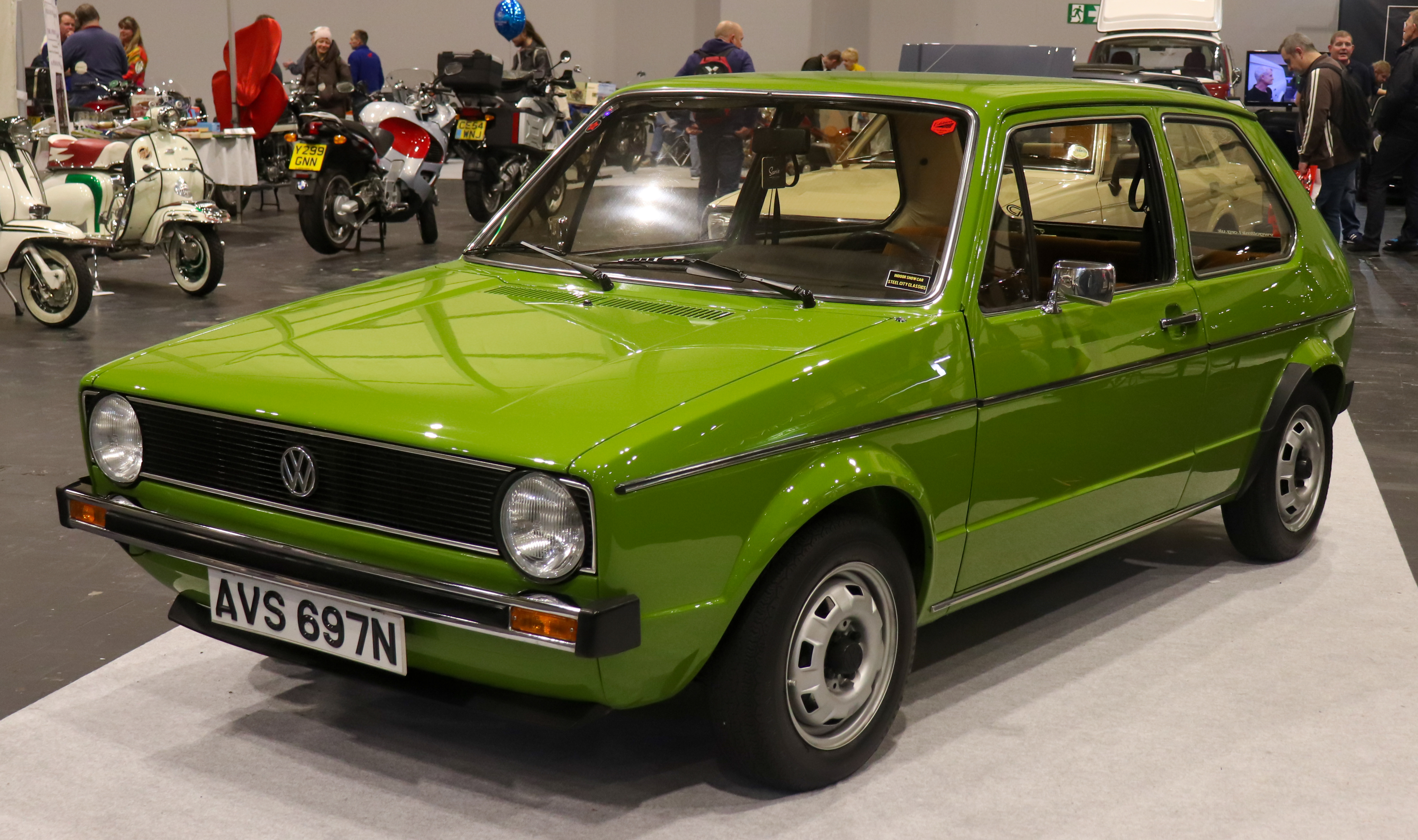
VW Golf L (1974–1975)
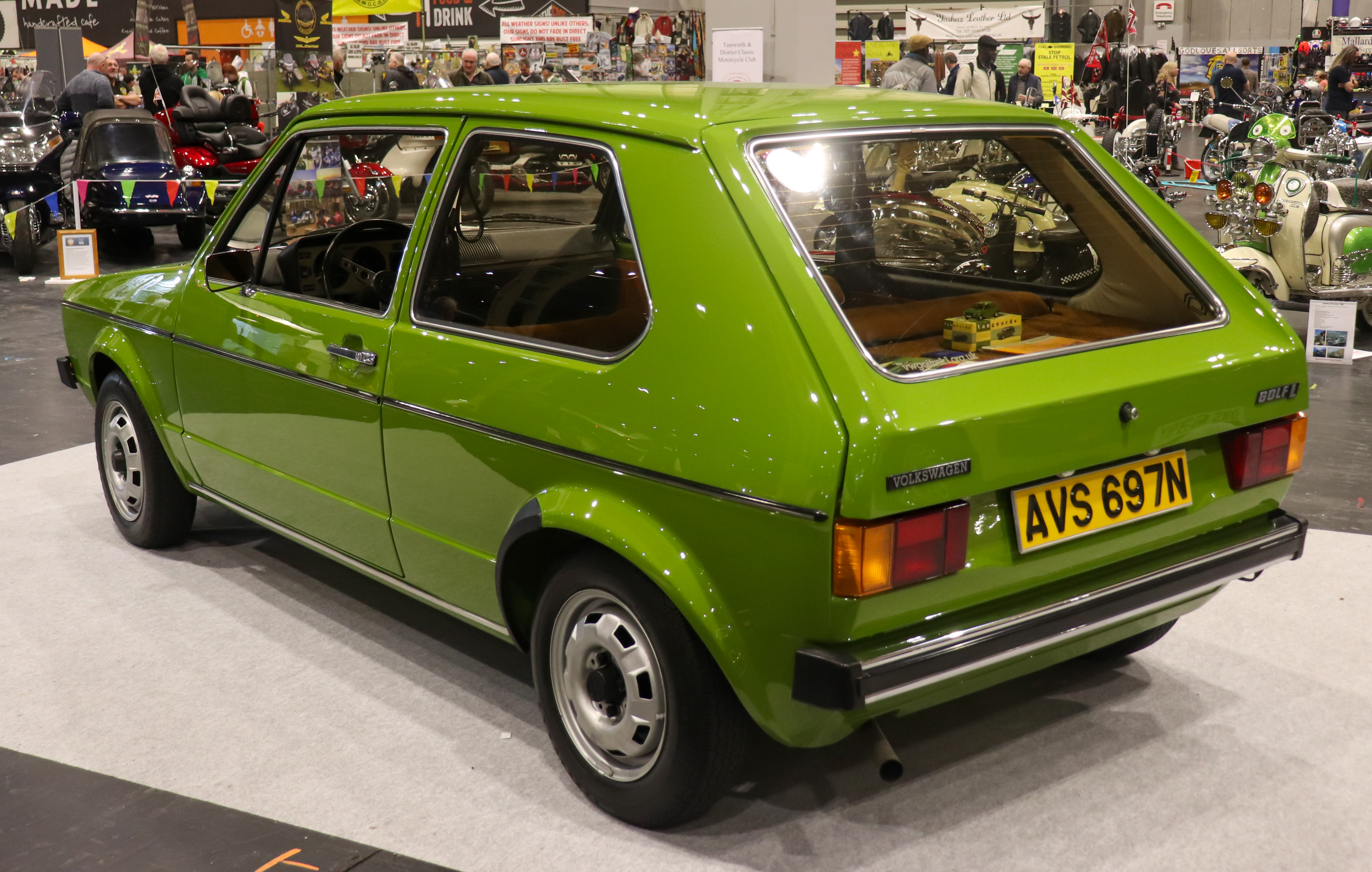
VW Golf L (1974–1975)  ohne Rückfahrscheinwerfer
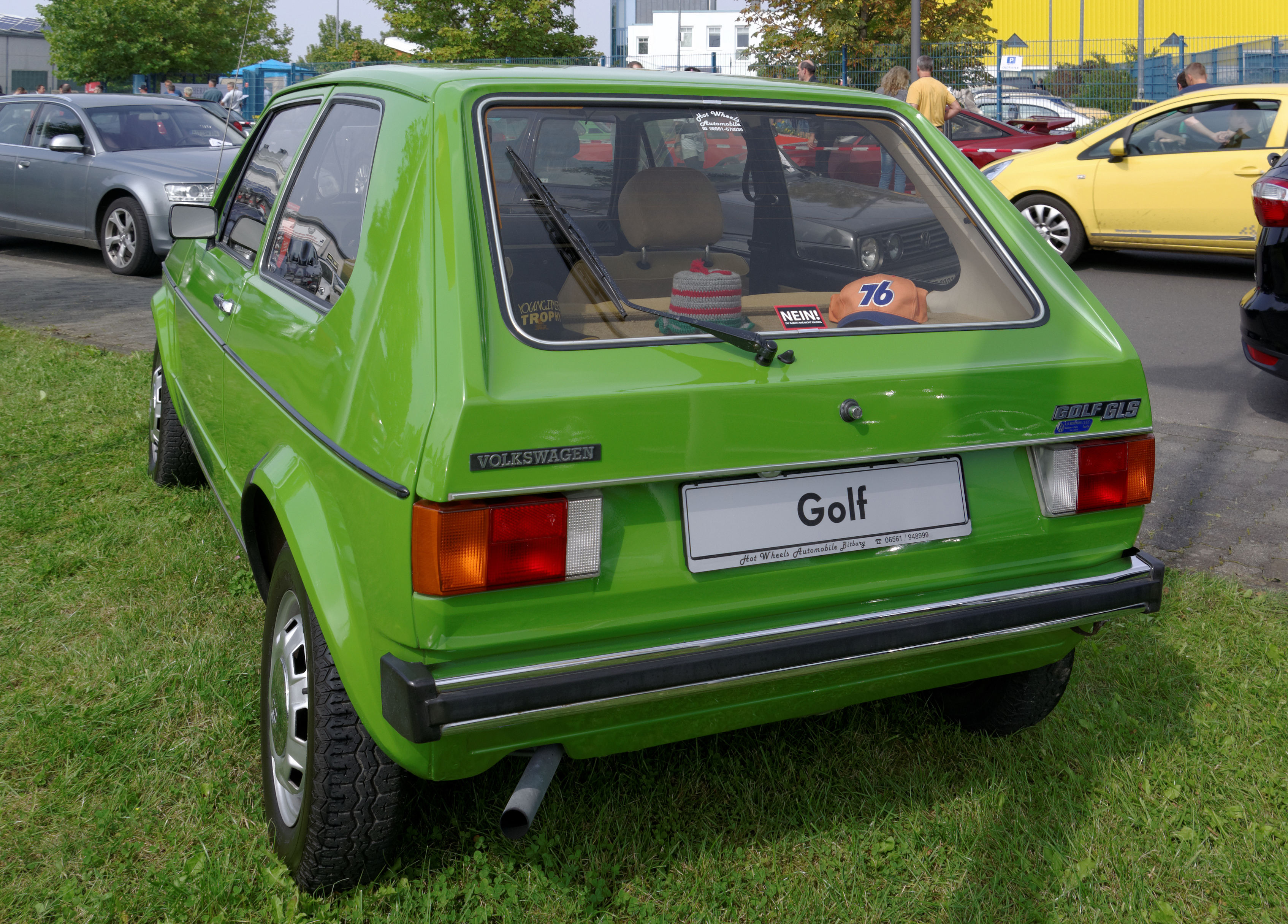
VW Golf (1975–1977) mit begradigtem Heckabschlussblech
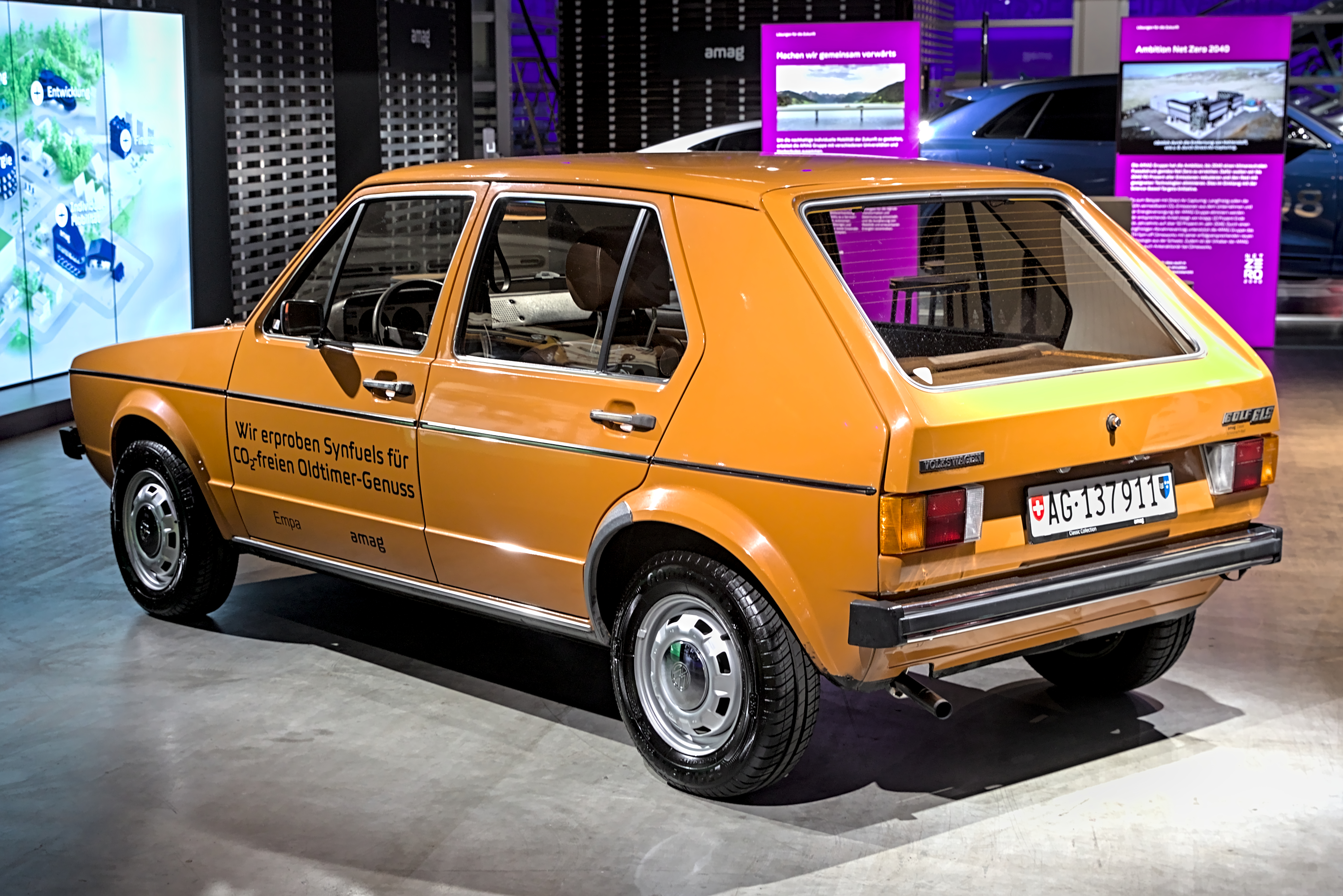
VW Golf Viertürer (1975–1977)
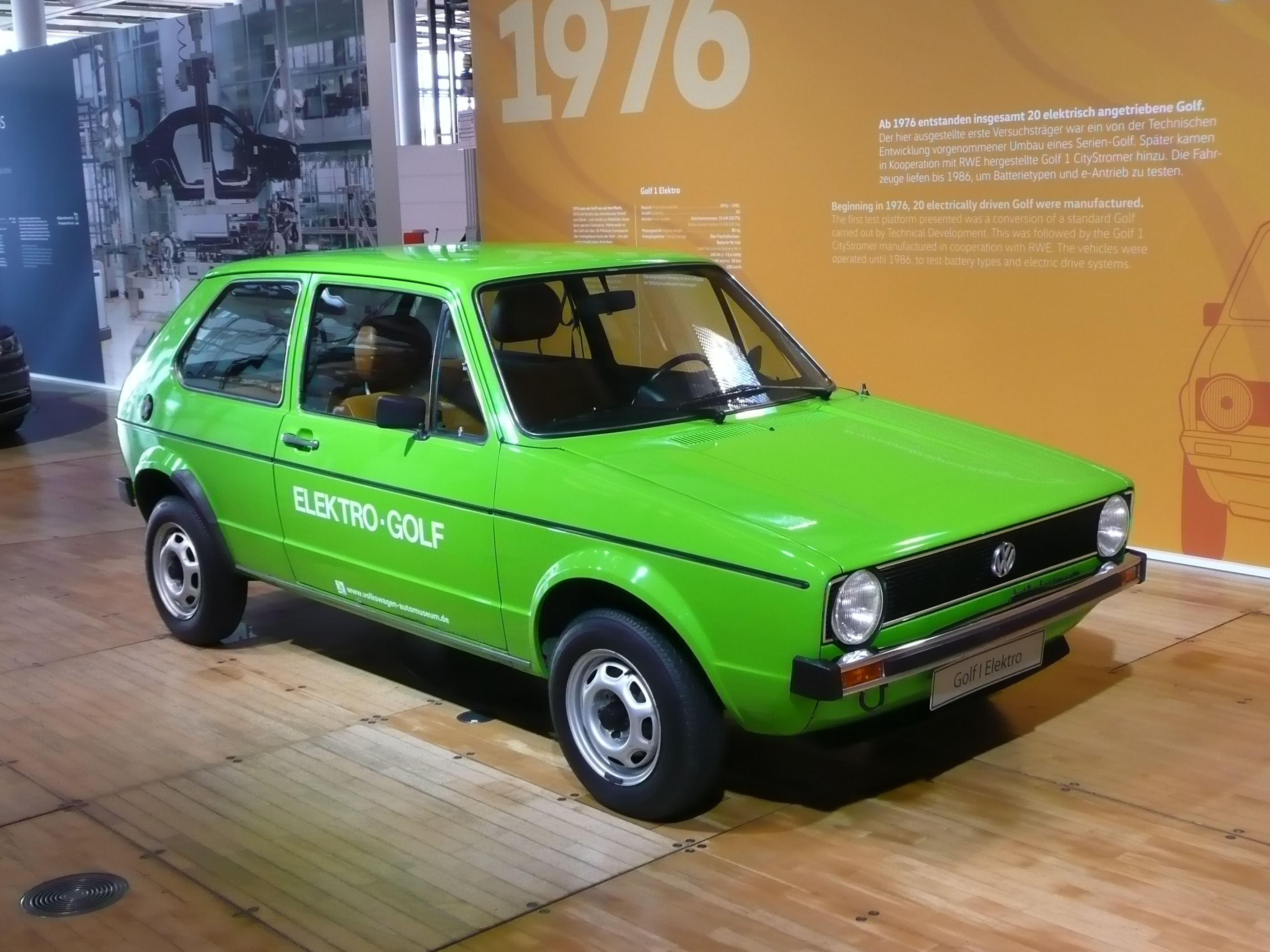
Elektro-Golf 1976, Gläserne Manufaktur
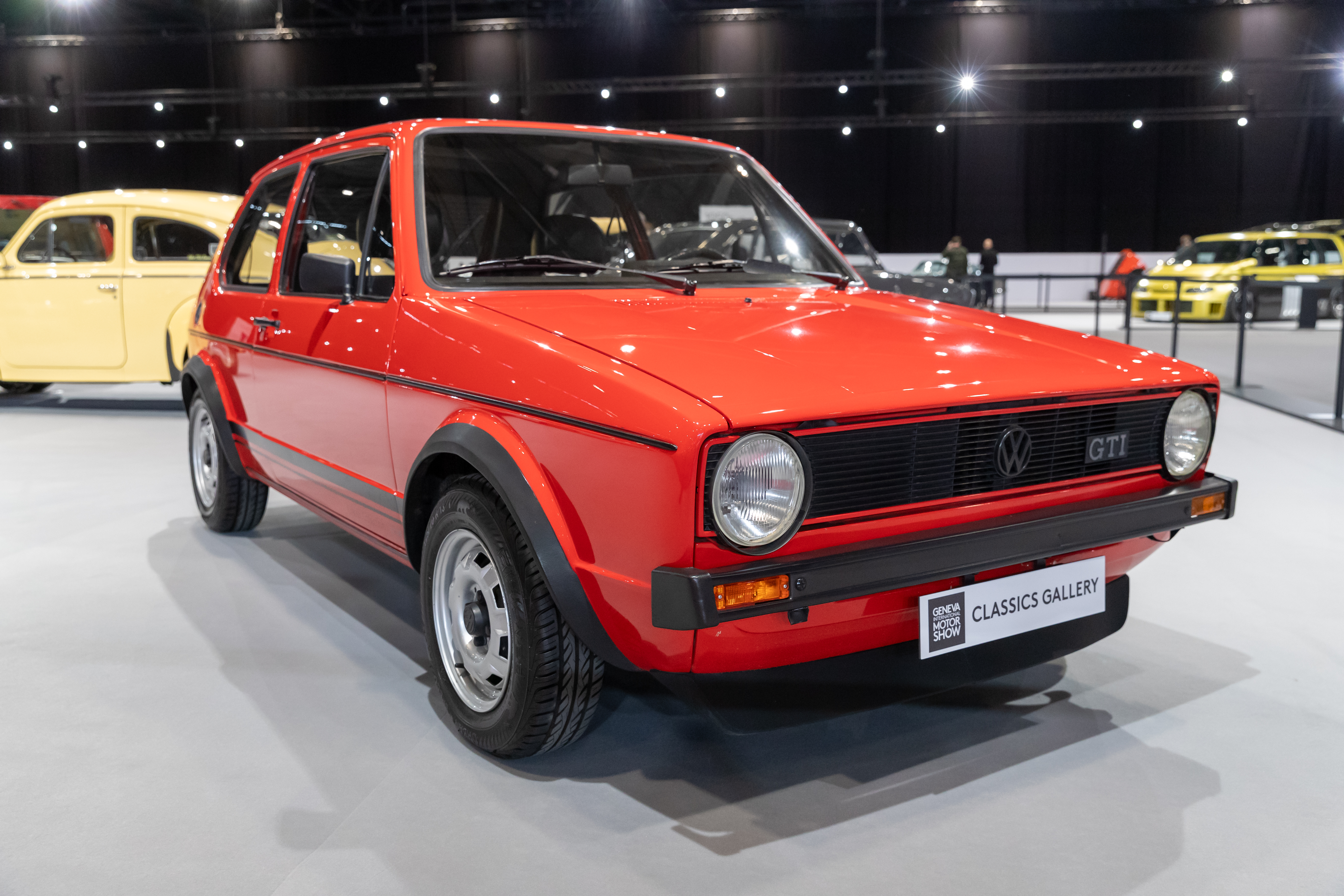
VW Golf GTI (1976–1978)
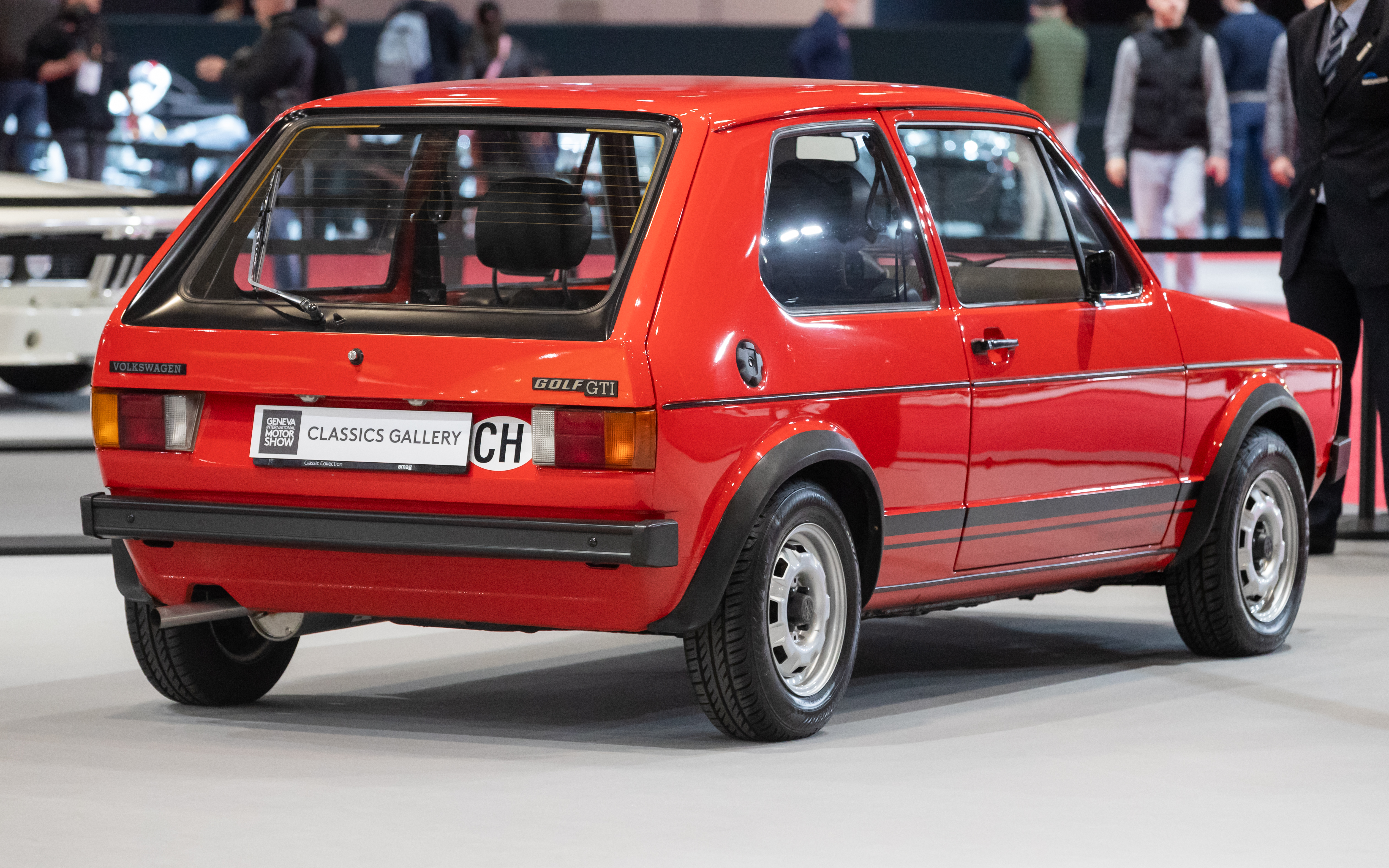
VW Golf GTI (1976–1978)
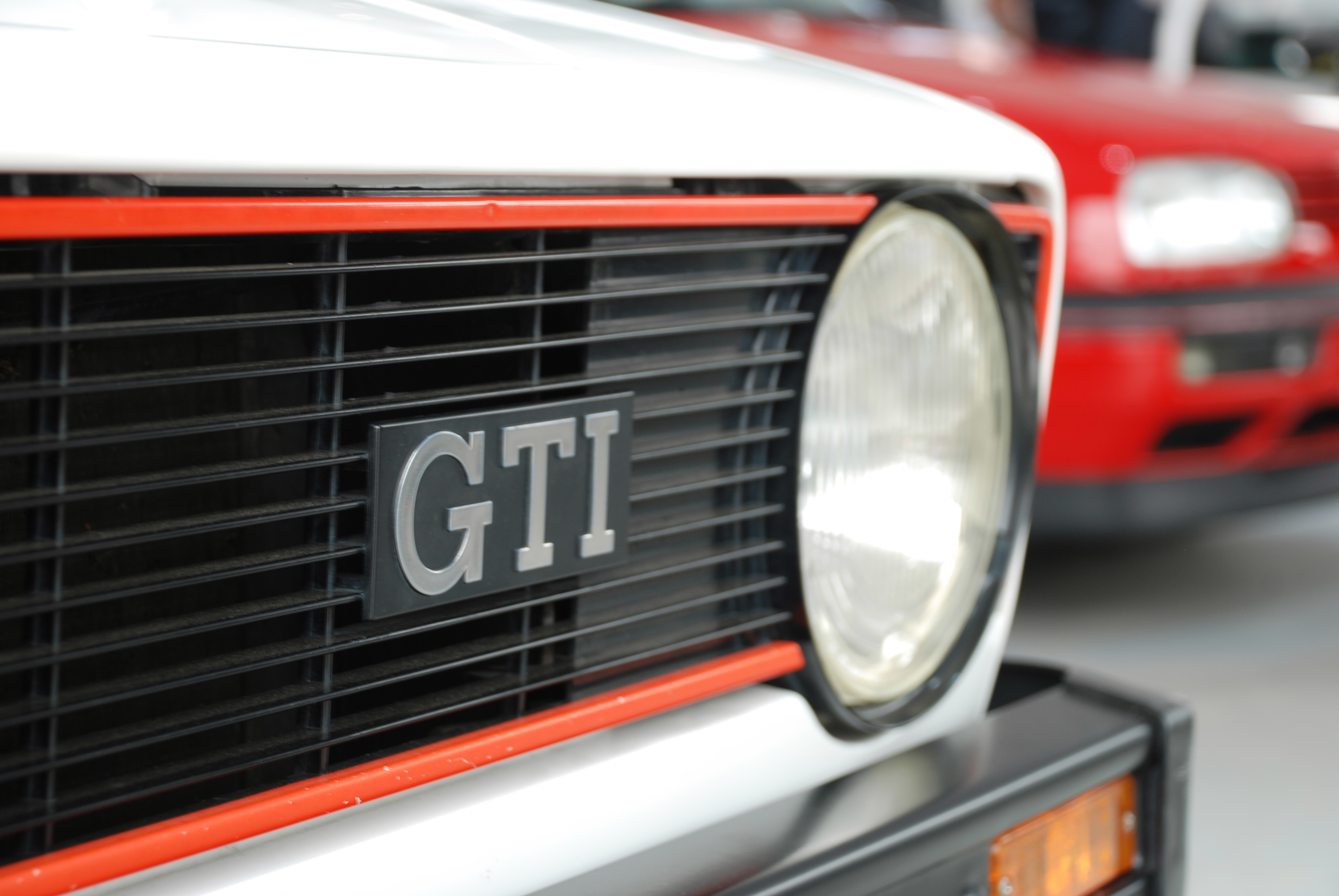
VW Golf GTI (Detail)

### Modellpflege
Eine wichtige Entwicklungsetappe war die Weiterentwicklung des vom Audi 80 stammenden 1,5-l-Motors. 1975 wurde ein Motorblock gewählt, bei dem sich zwischen den Laufbuchsen kein Kühlwassermantel mehr befindet, sodass ein Aufbohren auf ein Volumen von 1588 cm³ möglich wurde. Die Leistung dieses 1,6-l-Motors betrug 55 kW (75 PS), er stellte auch die Grundlage für die weitere Leistungssteigerung im Golf GTI dar. Schon 1978 wurde der herkömmliche 1,6-l-Motor etwas im Hub verringert, sodass sich 1458 cm³ ergaben. Durch diese Maßnahme ging zwar die Leistung wieder auf 51 kW (70 PS) zurück, doch die Laufruhe verbesserte sich durch die damit erreichte Kurzhubigkeit erheblich.
Im Sommer 1978 wurde der Golf I leicht überarbeitet. Erkennbar sind die Fahrzeuge an energieabsorbierenden Kunststoff-Stoßfängern. Weiterhin gab es damals ein sogenanntes „Geräuschpaket“ für alle Modelle, das diverse Maßnahmen zur Verringerung der Abroll- und Triebwerksgeräusche beinhaltete. Zudem wurde der Rostschutz erheblich verbessert, da frühe Golf-Modelle infolge des damals verwendeten minderwertigen Recycling-Stahlblechs und der vom VW-Vorstand am 19. Februar 1974 getroffenen Entscheidung, keine Hohlraumkonservierung einzusetzen, schnell korrodierten.
Das war bedingt durch einen relativ hohen Kupferanteil im Metall, der zu interkristalliner Korrosion führte. Mitte der 1970er-Jahre herrschte aufgrund weltweiter Überkapazitäten ein ruinöser Wettbewerb auf dem Stahlmarkt und führte zur Stahlkrise. Mitunter wurde angelieferter Stahlschrott nicht mehr fraktioniert: Eingeschmolzene Kabelbäume von Fahrzeugwracks führten dann zu einem hohen Kupferanteil im produzierten Stahl. Aber auch Anteile von Nickel, Aluminium und Chrom verunreinigten den Stahl. Dieser war in der Konsequenz dann sehr korrosionsanfällig.

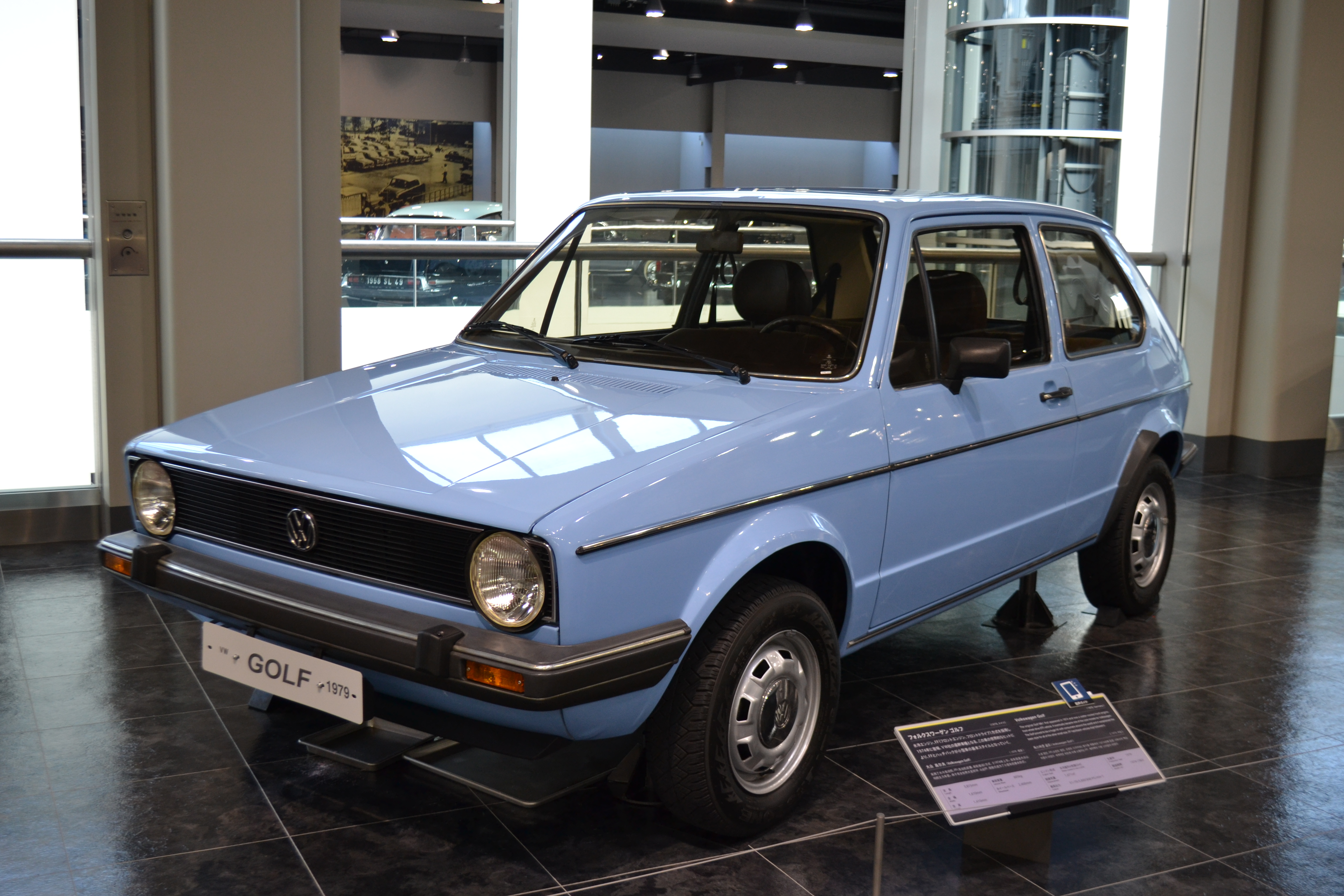
VW Golf (1978–1980), GL-Version mit Scheinwerferreinigungsanlage
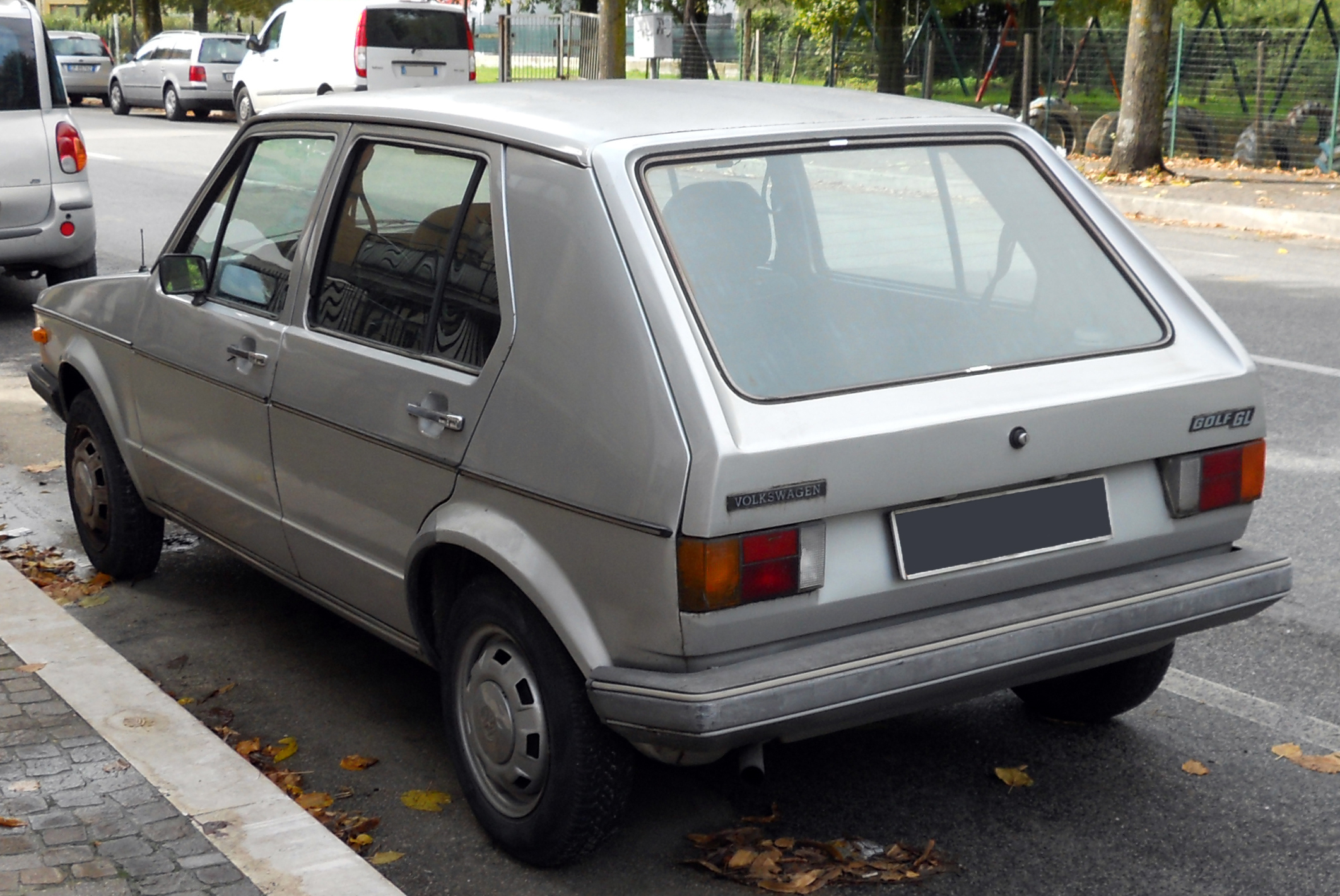
Heck mit Kunststoffstoßfänger
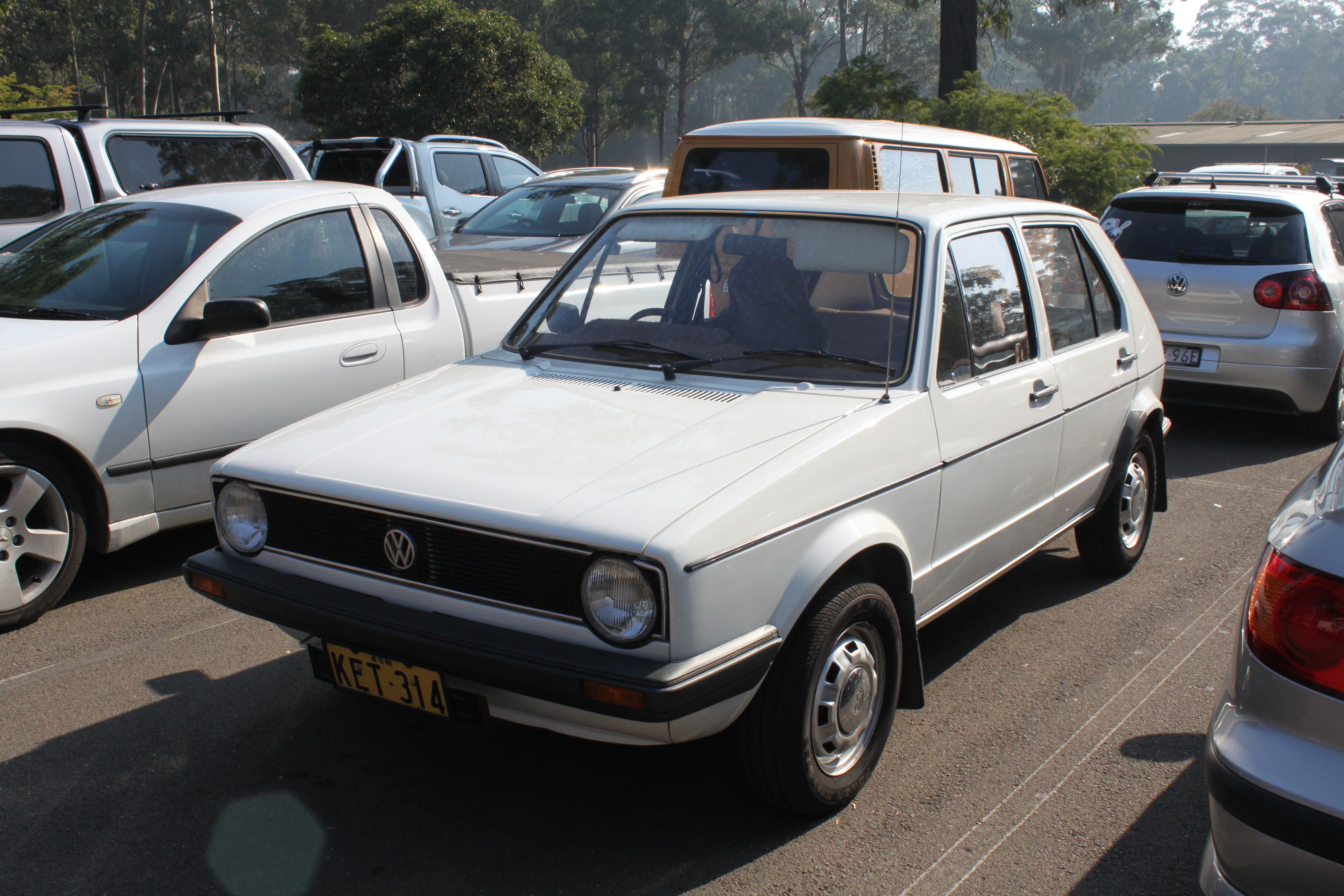
VW Golf GLD (1978–1980)
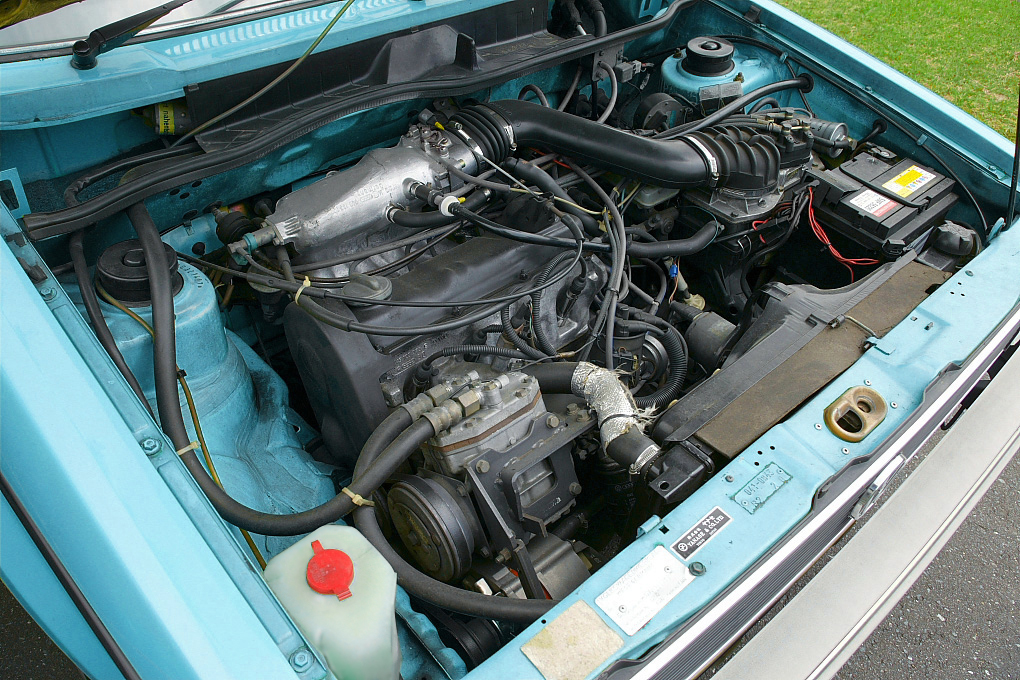
VW Golf mit EA827 mit K-Jetronic und Klimakompressor
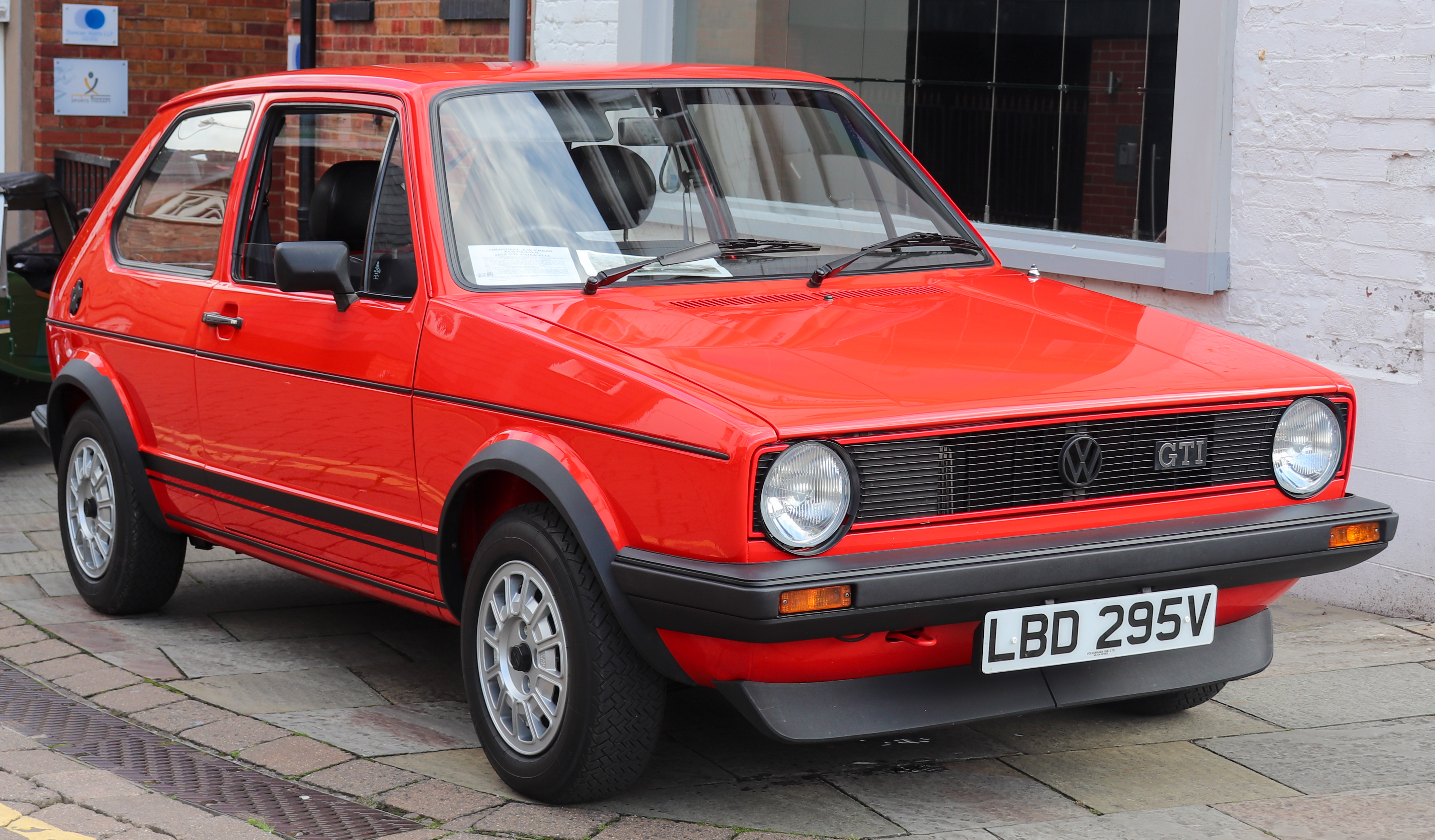
VW Golf GTI (1978–1980)
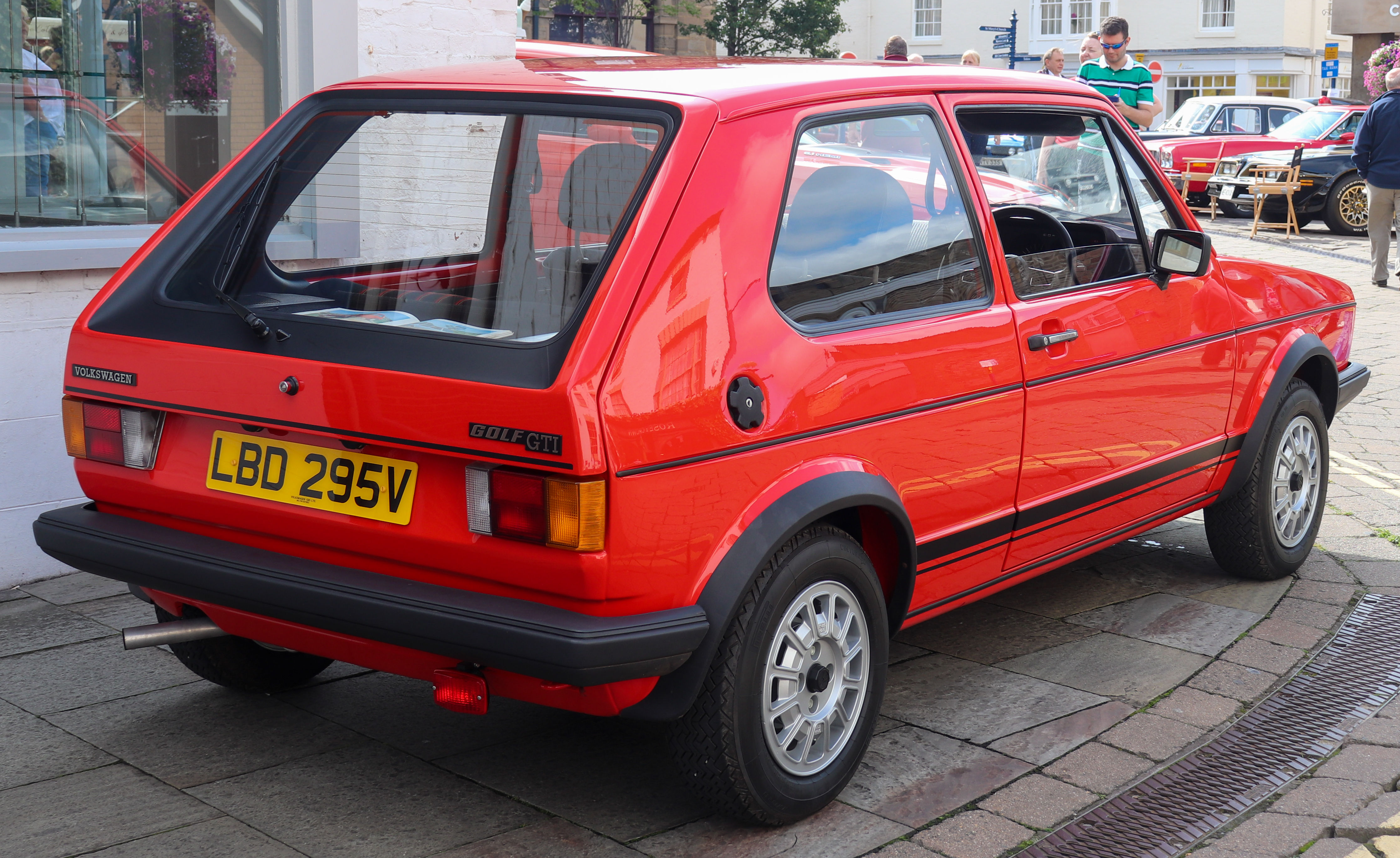
VW Golf GTI (1978–1980)
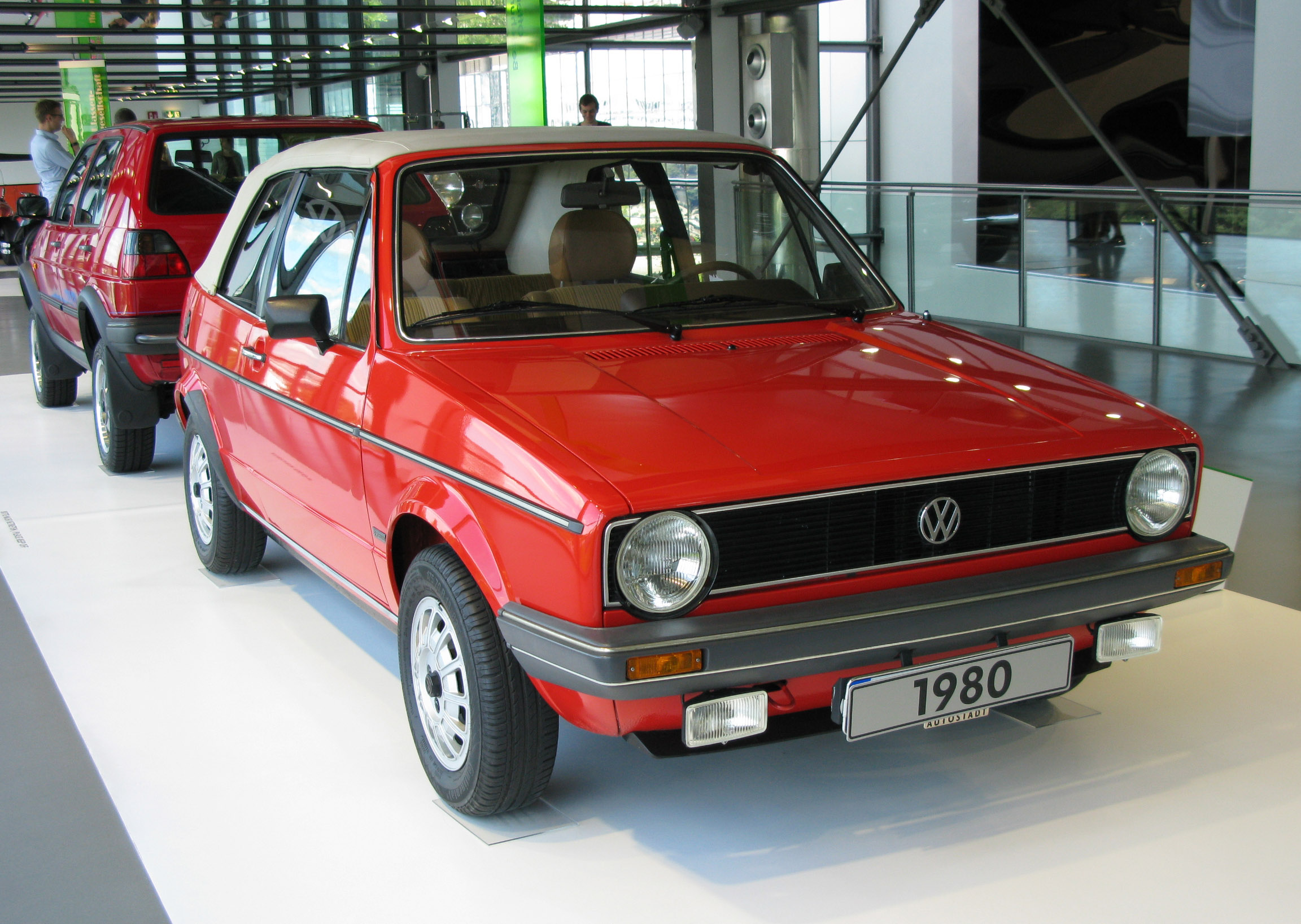
VW Golf Cabriolet (1979–1986)
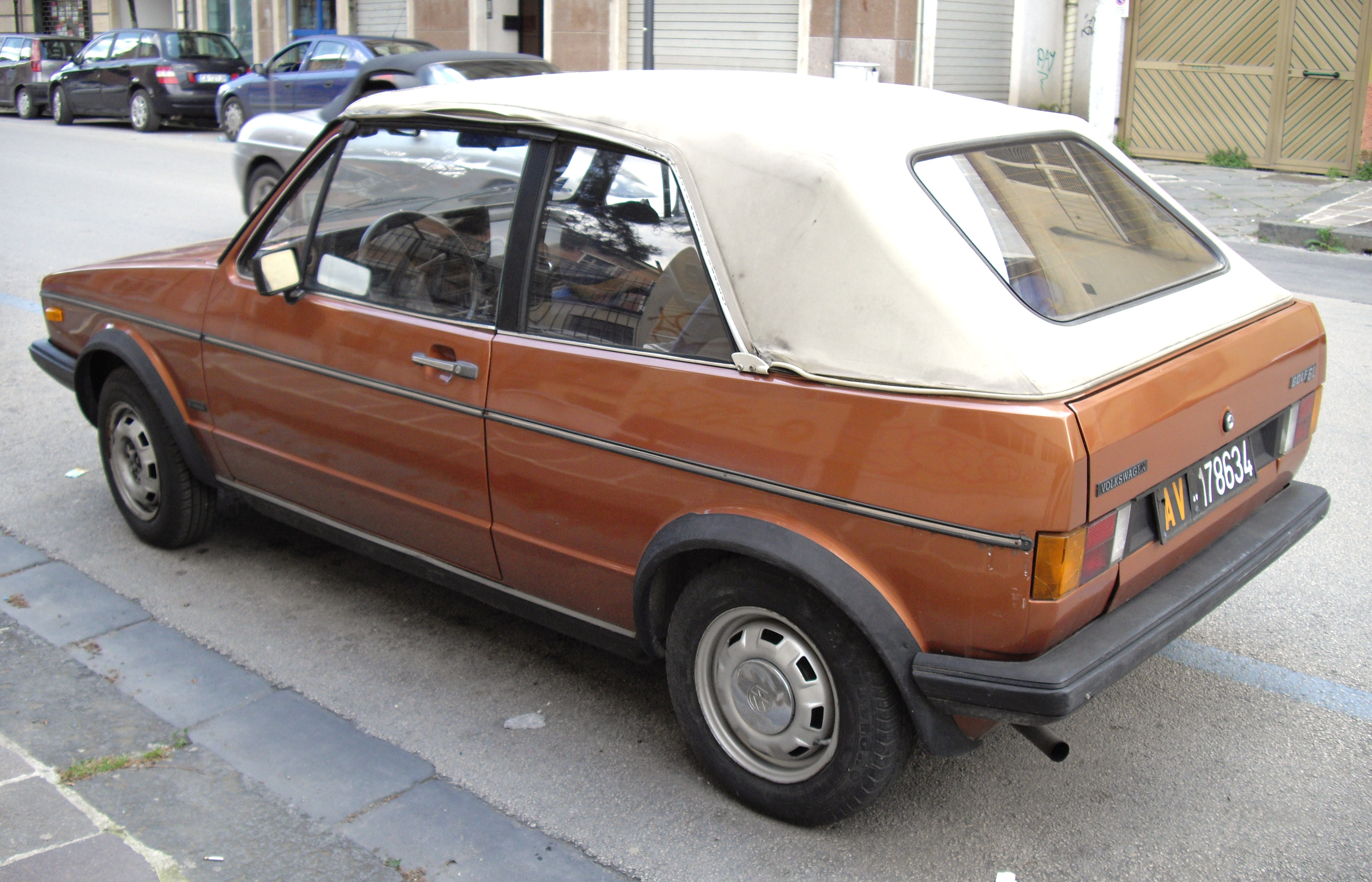
VW Golf Cabriolet (1979–1986)

Im August 1980 kam es zu einer weiteren Überarbeitung. Der Golf erhielt breite Rückleuchten und eine neue Armaturentafel. Darüber hinaus wurde das Modellprogramm neu geordnet: Die Ausstattungsvarianten waren nun C, CL und GL. Das US-Modell bekam einen eigenen Motor mit 1716 cm³ Hubraum und K-Jetronic, der 55 kW (75 PS) leistete.
Ab Juni 1982 wurde mit dem Einbau von vorderen Radhausschalen (Innenkotflügel zum Schutz vor Steinschlag) der Korrosionsschutz nochmals erweitert. Der GTI war nun mit fünf Türen lieferbar.
Die Vorstellung der Sondermodelle Pirelli-GTI sowie LX und GX kündigte das Ende der Fertigung des Golf I in Europa an: Nach über 6 Millionen produzierter Einheiten wurde im August 1983 der Nachfolger VW Golf II vorgestellt.

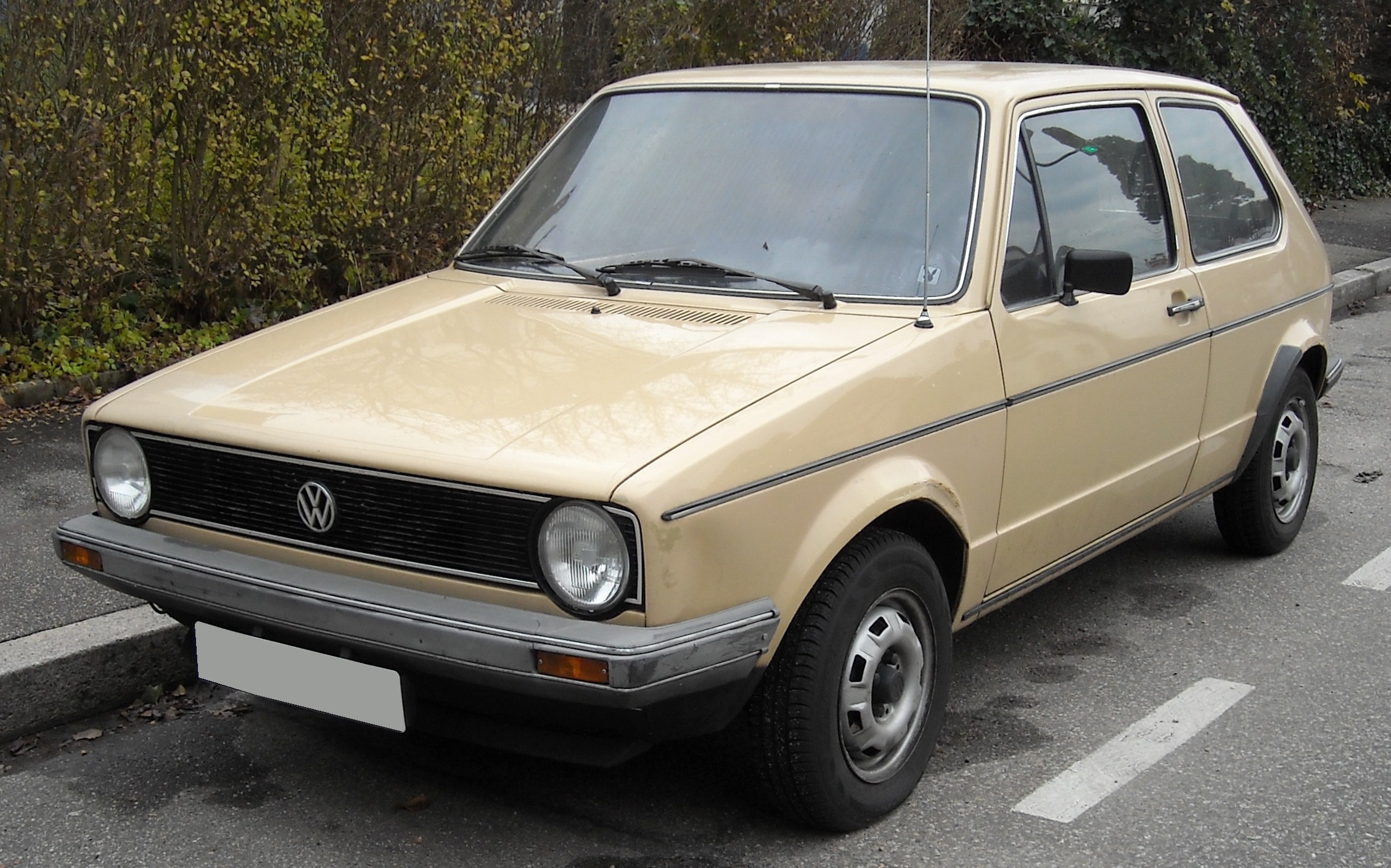
VW Golf (1980–1983)
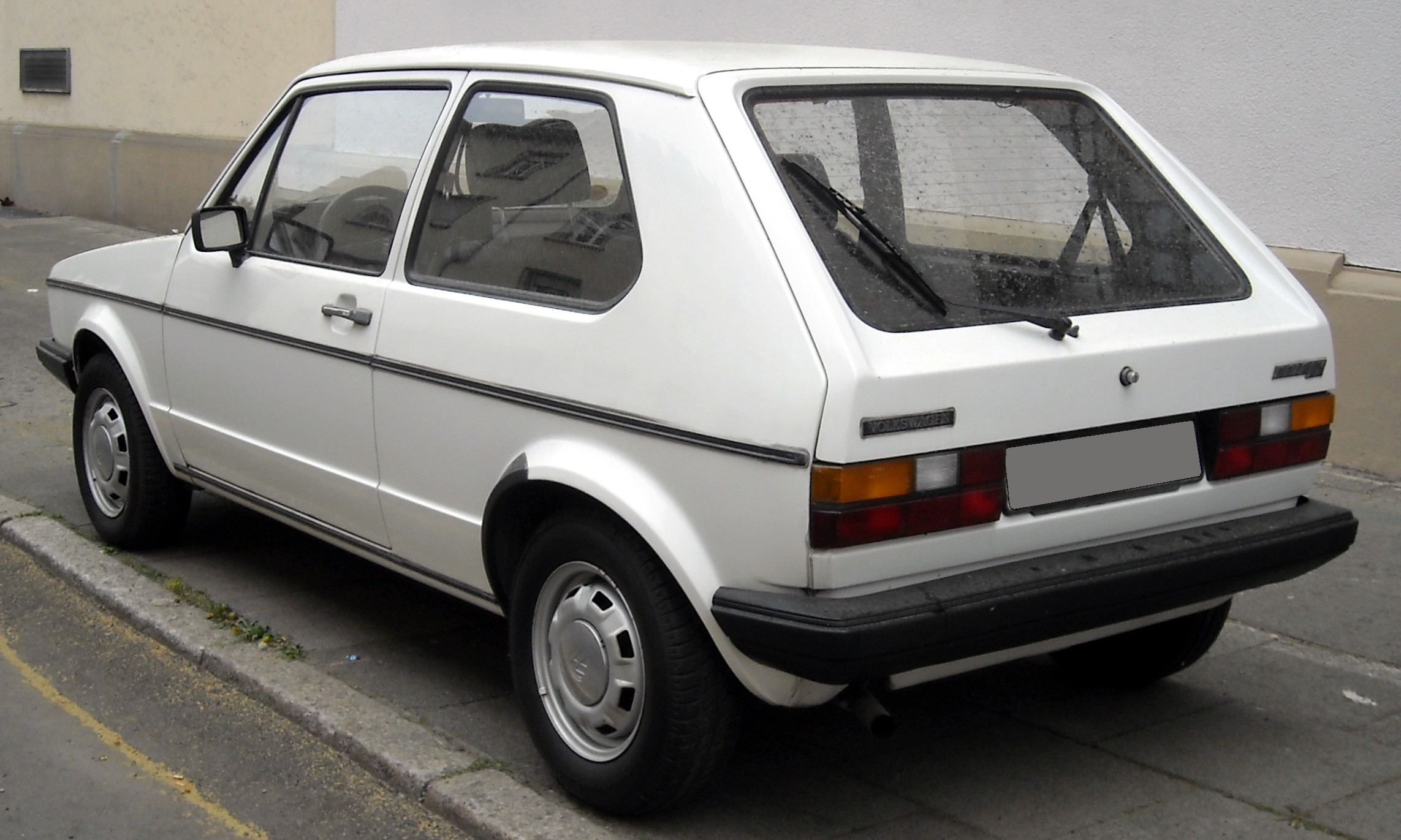
VW Golf GL (1980–1983)
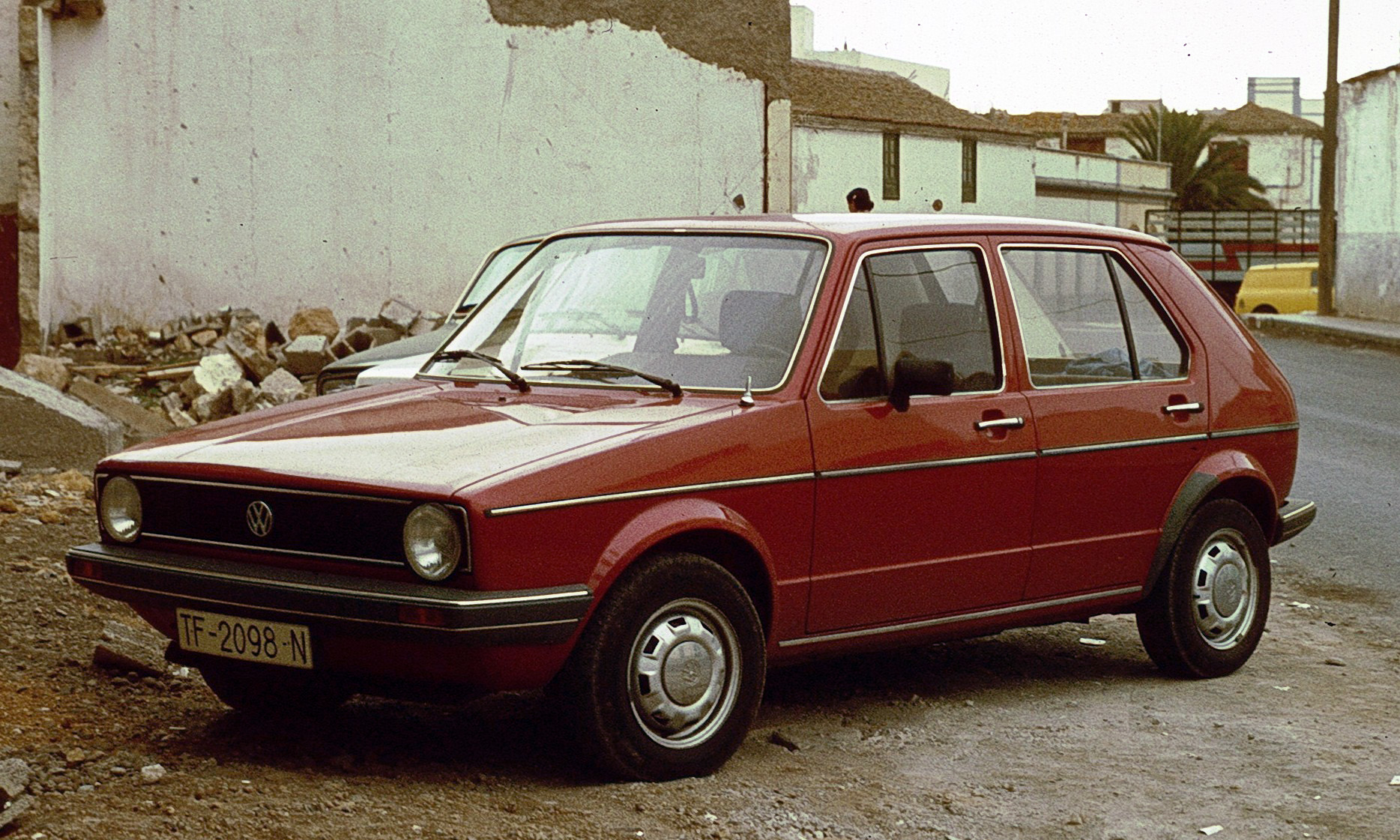
VW Golf GL (1980–1983)
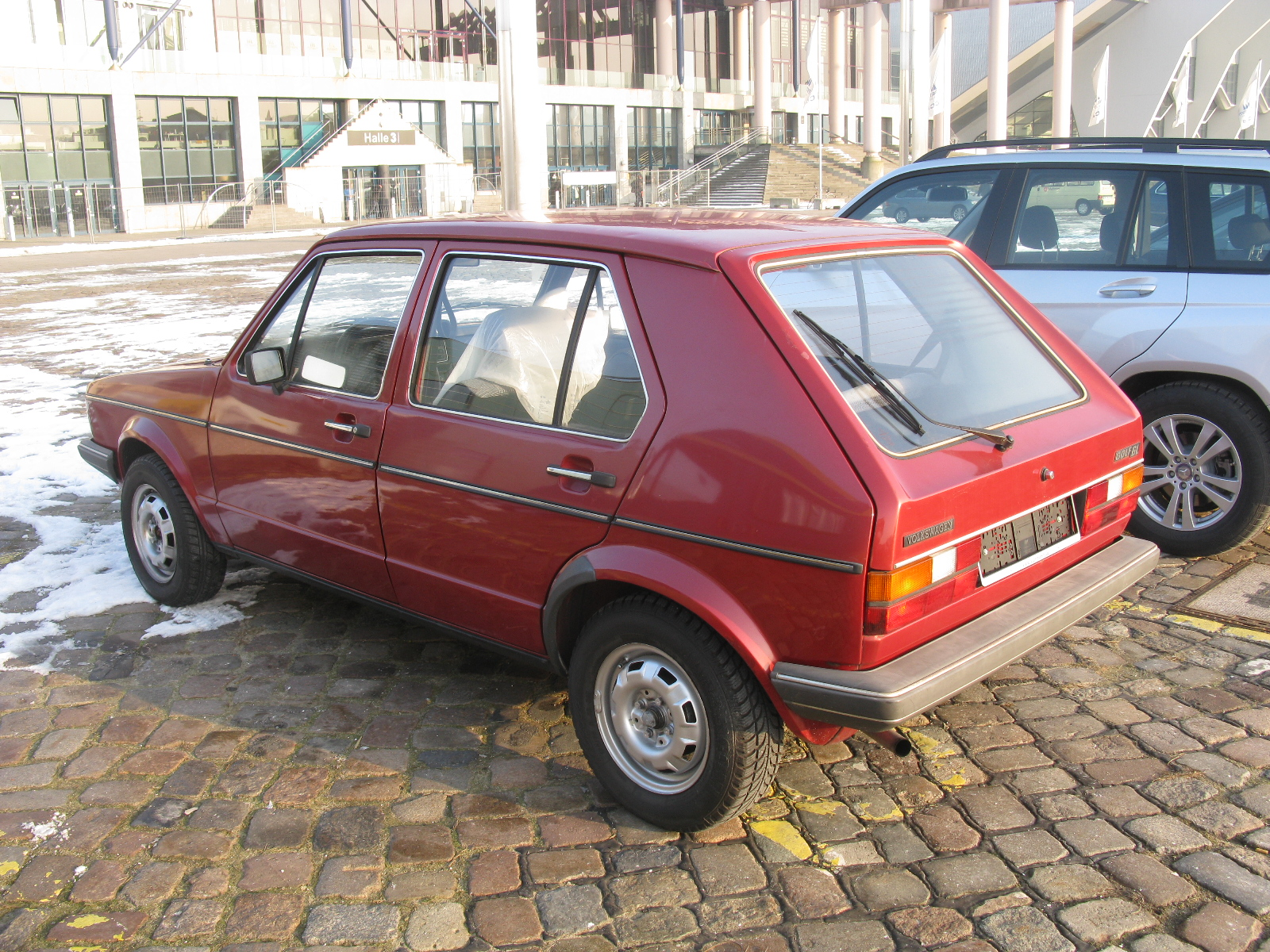
VW Golf GL (1980–1983)
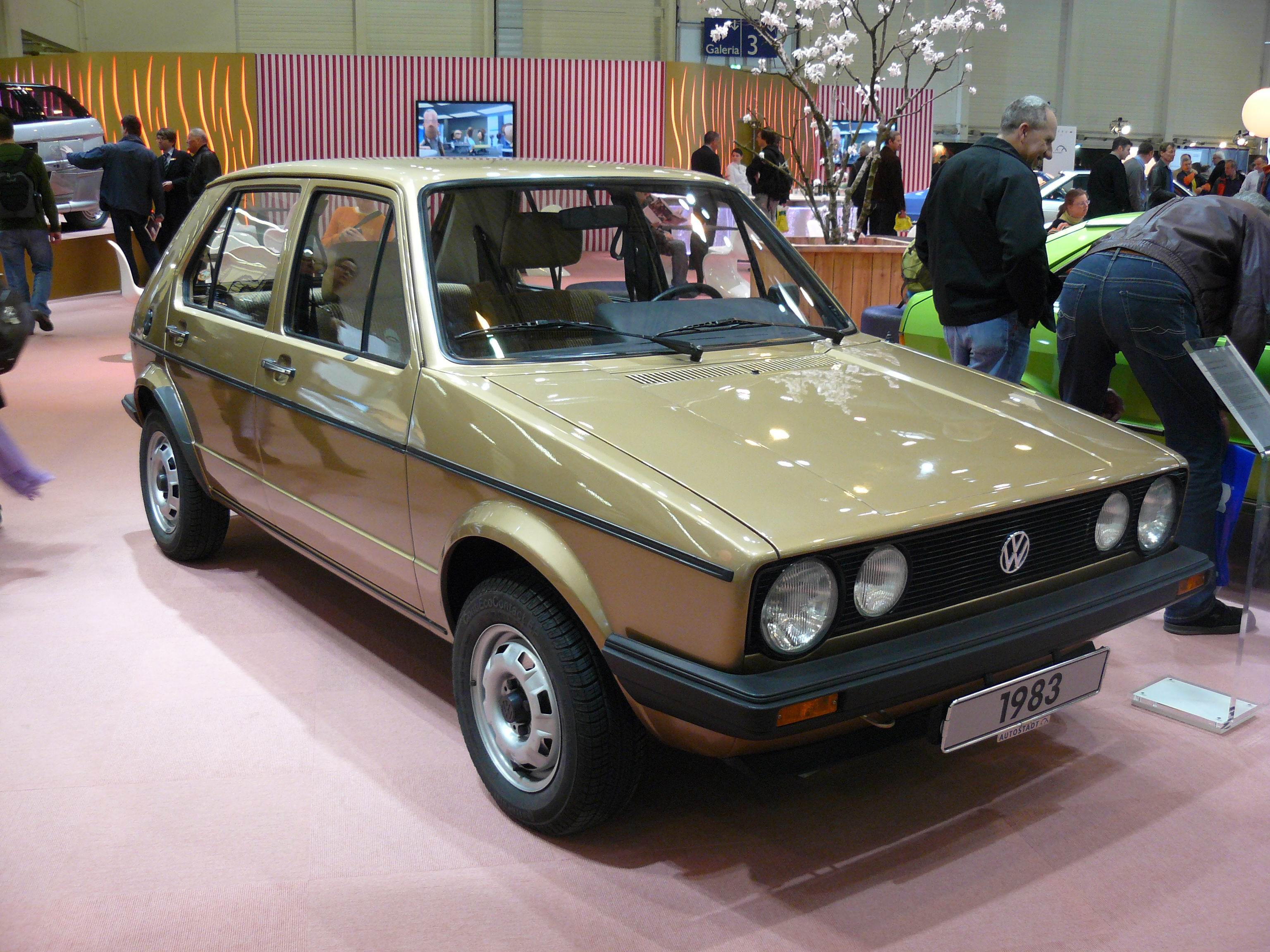
Sondermodell Golf LX  mit Doppelscheinwerfern
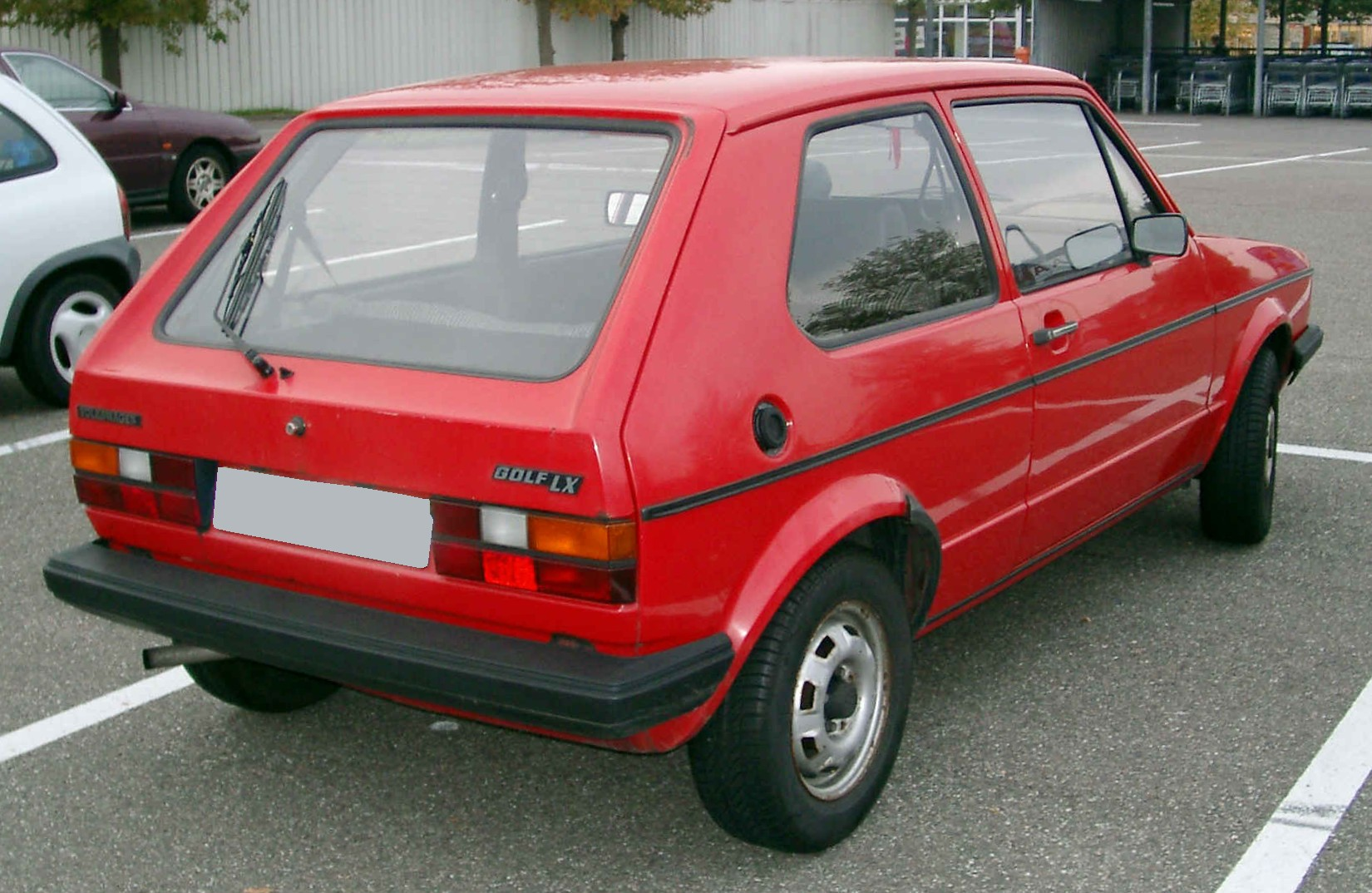
Sondermodell Golf LX
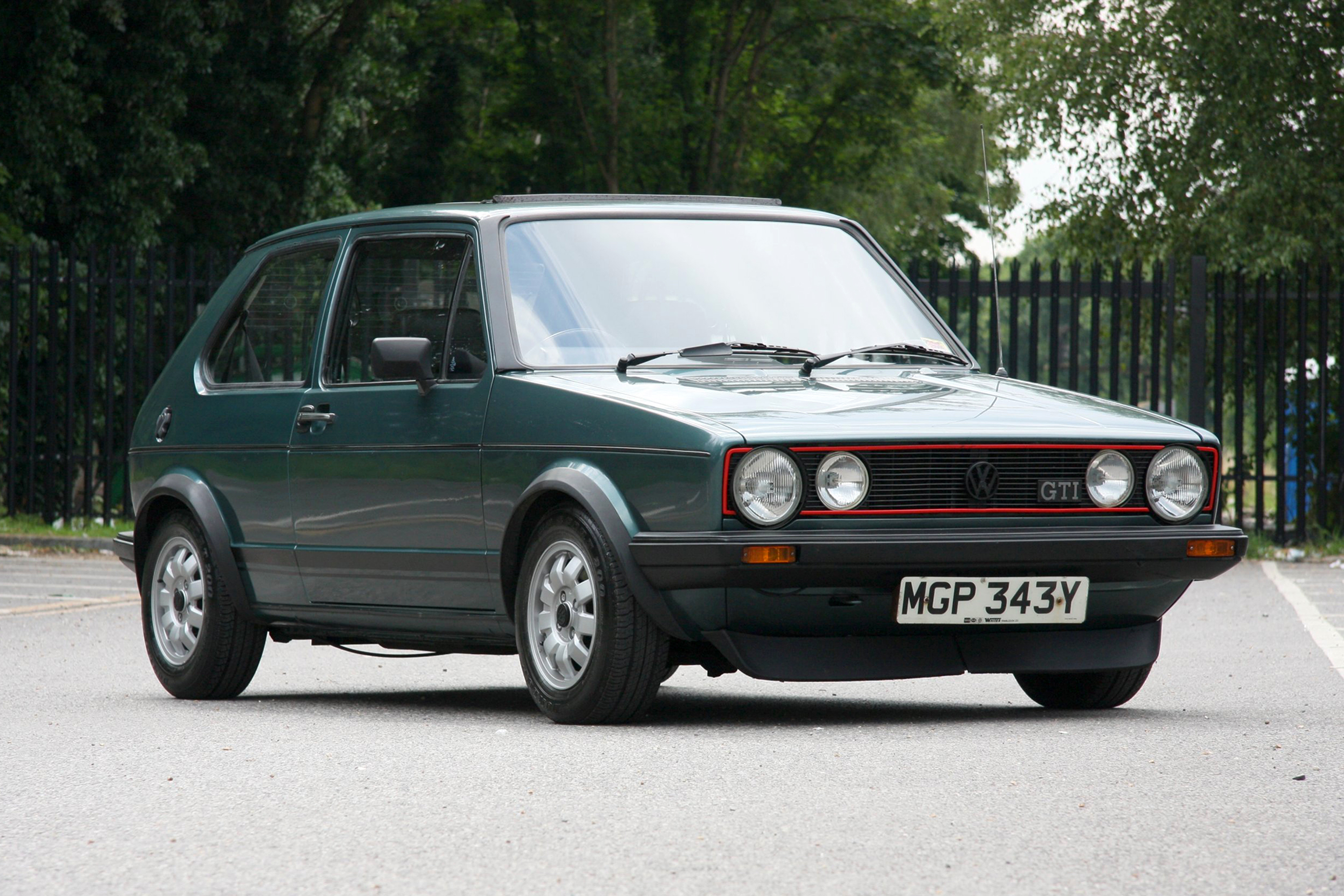
VW Golf GTI
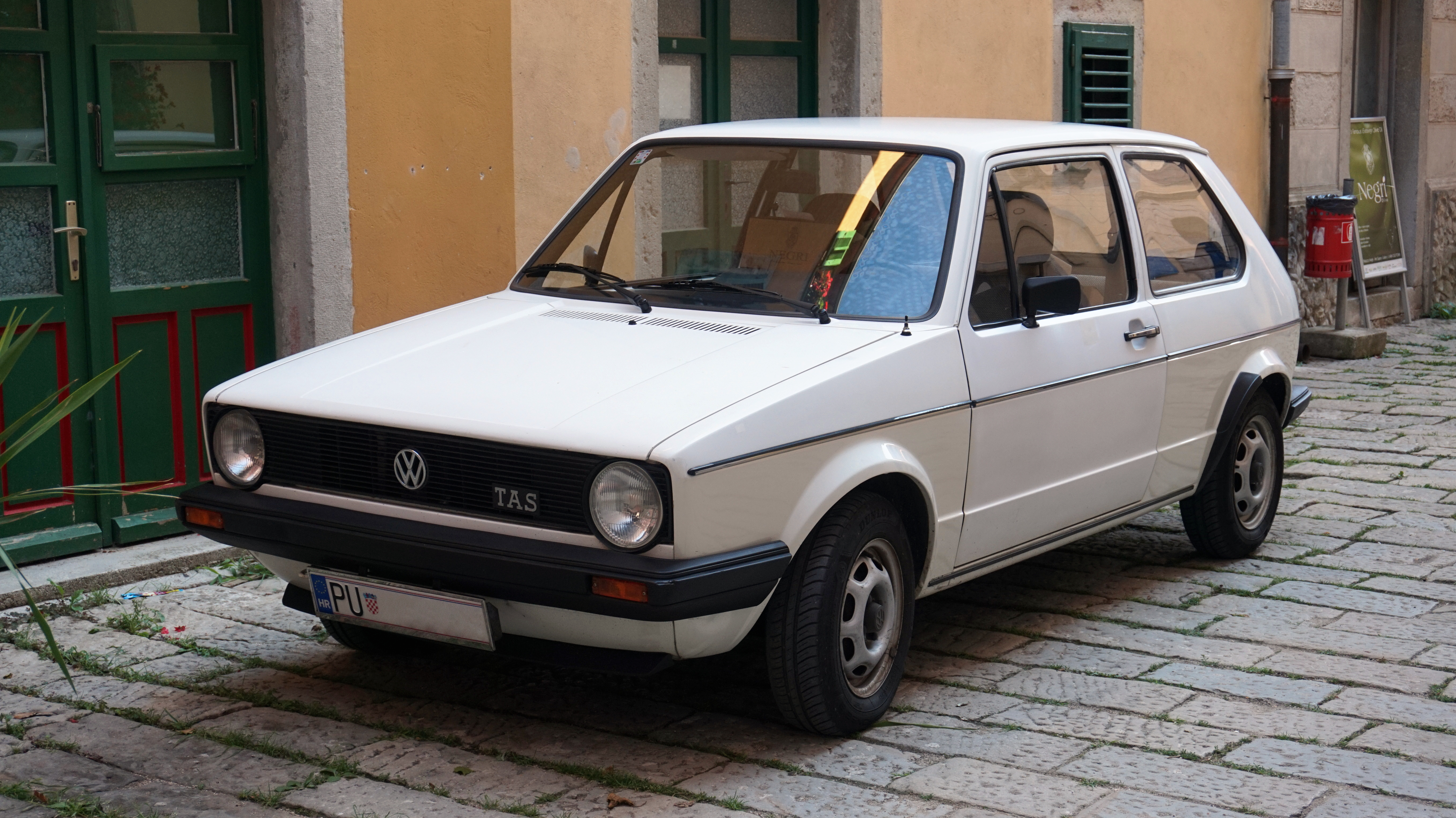
VW Golf TAS (Tvornica Automobila Sarajevo)

### Golf Diesel

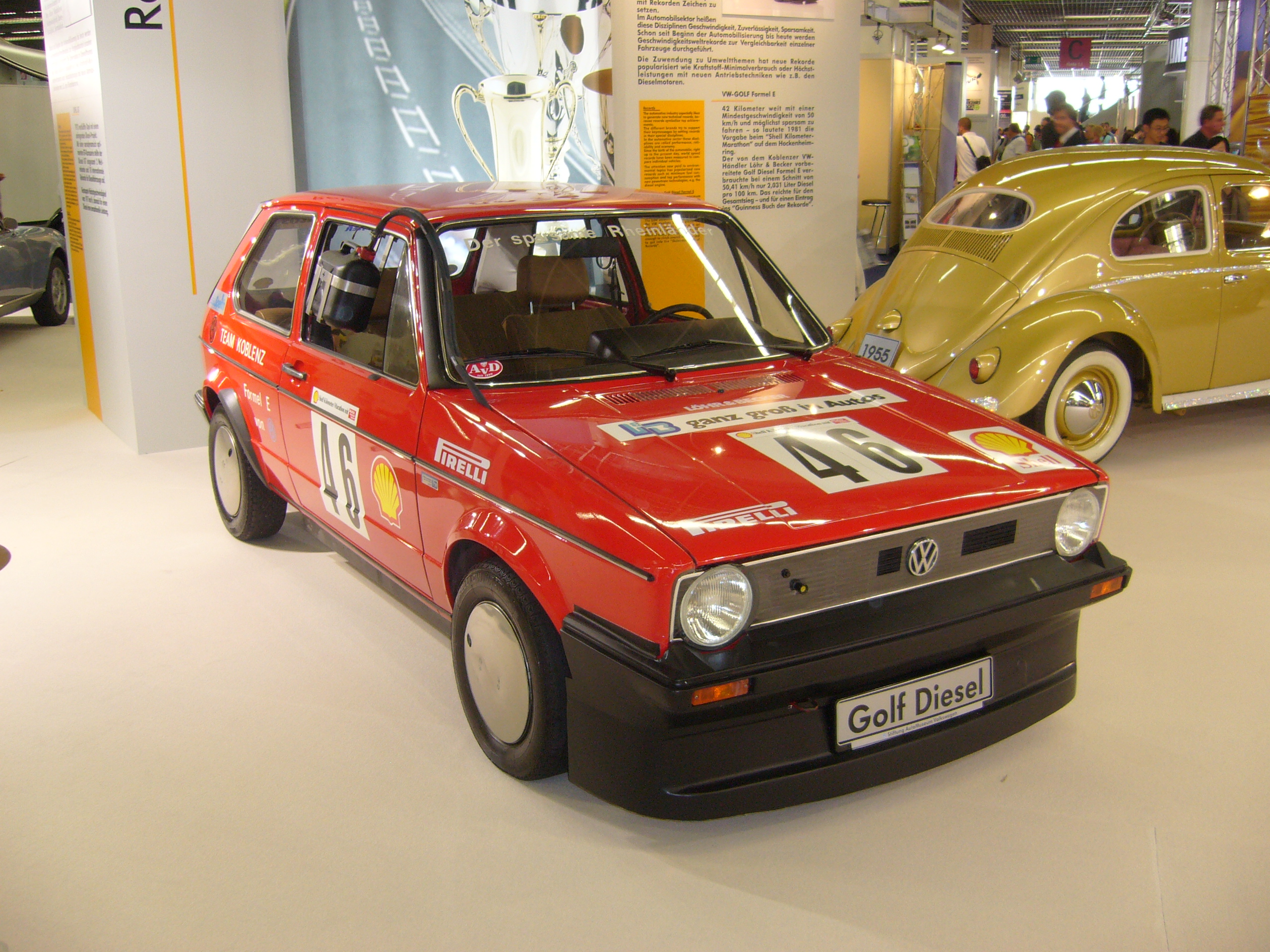
Rekordfahrzeug VW Golf Diesel

Im September 1976 erschien der Golf Diesel, ein damals für Deutschland neues Konzept, den als schwerfällig, laut und unkultiviert geltenden Dieselmotor in einem Kompaktwagen unterzubringen. Bis zur Vorstellung des Dieselmotors für den Golf waren Dieselmotoren außer bei Peugeot in Kompaktwagen unüblich. Der Golf Diesel mit einer Leistung von 50 PS/37 kW war mit einem DIN-Verbrauch von 6,5 Liter/100 km einer der sparsamsten Kompaktwagen der 1970er-Jahre.
Der Dieselmotor wurde aus einem bekannten Otto-Rumpfmotor (EA827) von Audi abgeleitet. Gegenüber diesem wurden die Kühlung sowie einige Komponenten wie Kurbelwelle, Pleuel, Kolben, Kolbenbolzen, Zylinderkopf und Zahnriemen, die beim Dieselmotor einer höheren Belastung standhalten müssen, verstärkt. Der Zylinderkopf wurde mit Wirbelkammern versehen. An der Stelle des beim Diesel nicht erforderlichen Zündverteilers wurde eine Vakuumpumpe für den Bremskraftverstärker platziert. Die Verteiler-Einspritzpumpe (VESP) wurde über den vorhandenen Zahnriementrieb der Nockenwelle betrieben. Damit war der Dieselmotor nicht größer als der 1,5-l-Ottomotor.
Der Dieselmotor hatte zunächst einen Hubraum von 1,5 Liter mit einer Leistung von 50 PS (37 kW), dann 1,6 Liter mit 54 PS (40 kW). Das Laufverhalten (Geräusche, Vibrationen) insbesondere der beiden ersten Dieselmotor-Generationen konnte aber noch nicht befriedigen. Der Turbolader des ersten 70-PS-Dieselmotors brachte dann über die Dämpfung im Auspufftrakt mehr Geräuschkomfort.

### Golf GTI

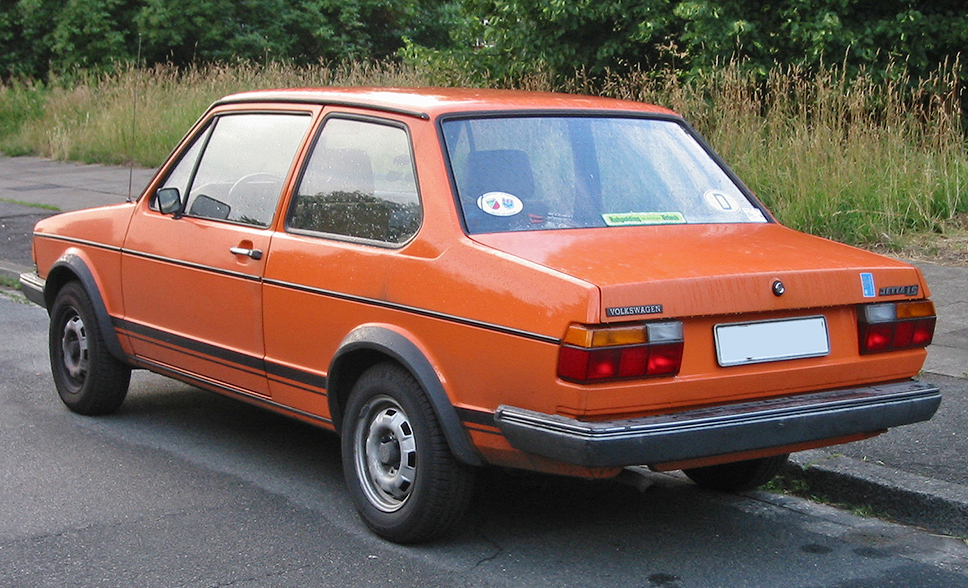
VW Jetta (1979–1984)

Im September 1975 präsentierte Volkswagen auf der IAA den ersten Golf GTI. Er war mit dem 110 PS (81 kW) starken Motor des Audi 80 GTE ausgestattet, hatte innenbelüftete Scheibenbremsen vorn und einen zusätzlichen Ölkühler. Die Vorderachse erhielt einen Stabilisator und an der Hinterachse wurde ein lastabhängiger Bremskraftregler montiert. Unter Berücksichtigung seiner Leistung erhielt der GTI von Anfang an einen Bremskraftverstärker. Das Sportlenkrad war mit drei gelochten Speichen versehen – der tiefe Pralltopf mit der Hupenbetätigung wurde bald als „Spucknapf“ bezeichnet. Der Schaltknauf war als Golfball gestaltet. Kotflügel-Verbreiterungen aus Kunststoff, ein größerer Frontspoiler, Reifen der Größe 175/70 HR 13, ein rot-gerahmter Kühlergrill und die mit schwarzer Klebefolie eingefasste Heckscheibe waren weitere Kennzeichen des damals stärksten Golf-Modells.
Der Golf GTI bot einen leistungsstarken Motor in einem für die breite Masse der Autofahrer erschwinglichen kompakten und alltagstauglichen Auto. Ausgestattet mit der mechanischen Einspritzanlage K-Jetronic von Bosch, einem 1,6 Liter-Motor und 110 PS (81 kW) Leistung bei einem Leergewicht von 810 kg konnte der Golf GTI gut mit den Fahrleistungen der Konkurrenzmodelle Ford Escort RS und Opel Kadett GT/E mithalten. Die Höchstgeschwindigkeit wurde mit 182 km/h, die Beschleunigung von 0 auf 100 km/h mit 9,2 Sekunden angegeben.
Entgegen der Meinung vieler VW-Marketingleute wurde der erste GTI zu einem Verkaufsschlager und ebnete den Weg für spätere sogenannte „Hot Hatches“ – sportliche Kompaktwagen mit relativ großer Leistung. Der Typ hat heute Kultstatus und war ein beliebtes Objekt von Tuningfreunden. Die Produktion startete 1976 mit einem Vierzylindermotor mit 1,6 Litern Hubraum und 110 PS Leistung (81 kW), der 1982 durch einen mit 1,8 l und 112 PS (82 kW) ersetzt wurde. Der Grundpreis der ersten Version 1976 betrug 13.850 DM; das Modell mit 1,8-l-Motor kostete 1983 zuletzt 20.465 DM. Zum Ende der Golf-I-Produktion kam im Mai 1983 das Sondermodell „Pirelli“ auf den Markt. Für 22.800 DM war es in den Farben Marsrot, Lhasagrün Metallic, Alpinweiß und Heliosblau erhältlich. Grüne Colorverglasung, Pirelli-Leichtmetallräder mit 185/60-HR14-Pirelli-P6-Reifen und in Wagenfarbe lackierte Kotflügelverbreiterungen, Stoßfänger und Außenspiegel waren enthalten. Der „Pirelli-Golf“ trug den VW-Ausstattungscode W65. Volkswagen Classic nannte etwa 10.500 Fahrzeuge dieses Sondermodells.
1983 wurde der GTI auch auf dem US-Markt eingeführt, jedoch ohne die Modellbezeichnung Rabbit. Der GTI sollte, wie auch bei den späteren Generationen, als eigenständiges Modell gelten, daher diese deutliche Abgrenzung. Bei der US-Version leistete der 1,8-l-Motor aufgrund schärferer Abgasvorschriften nur 67 kW (91 PS).

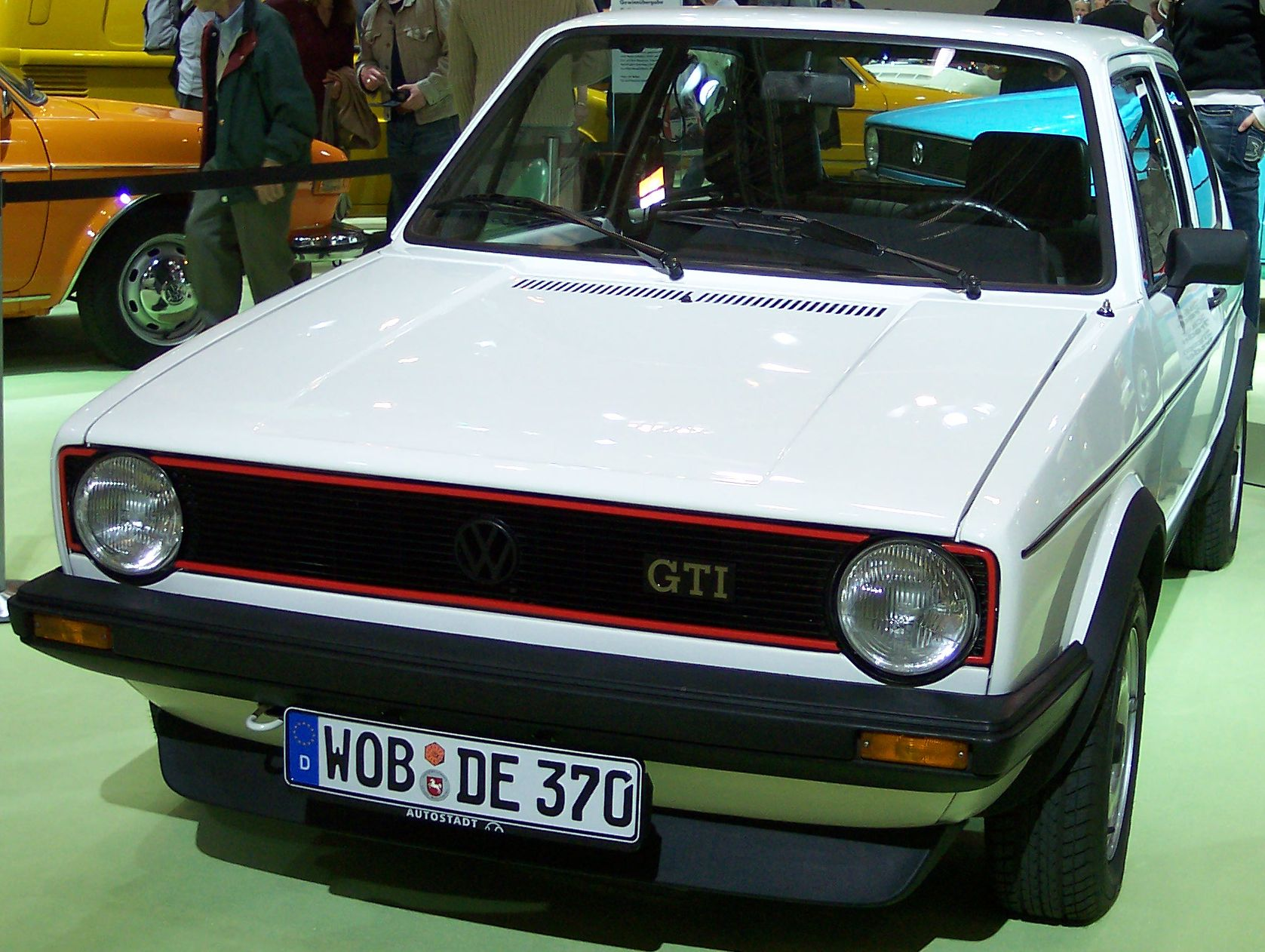
VW Golf GTI
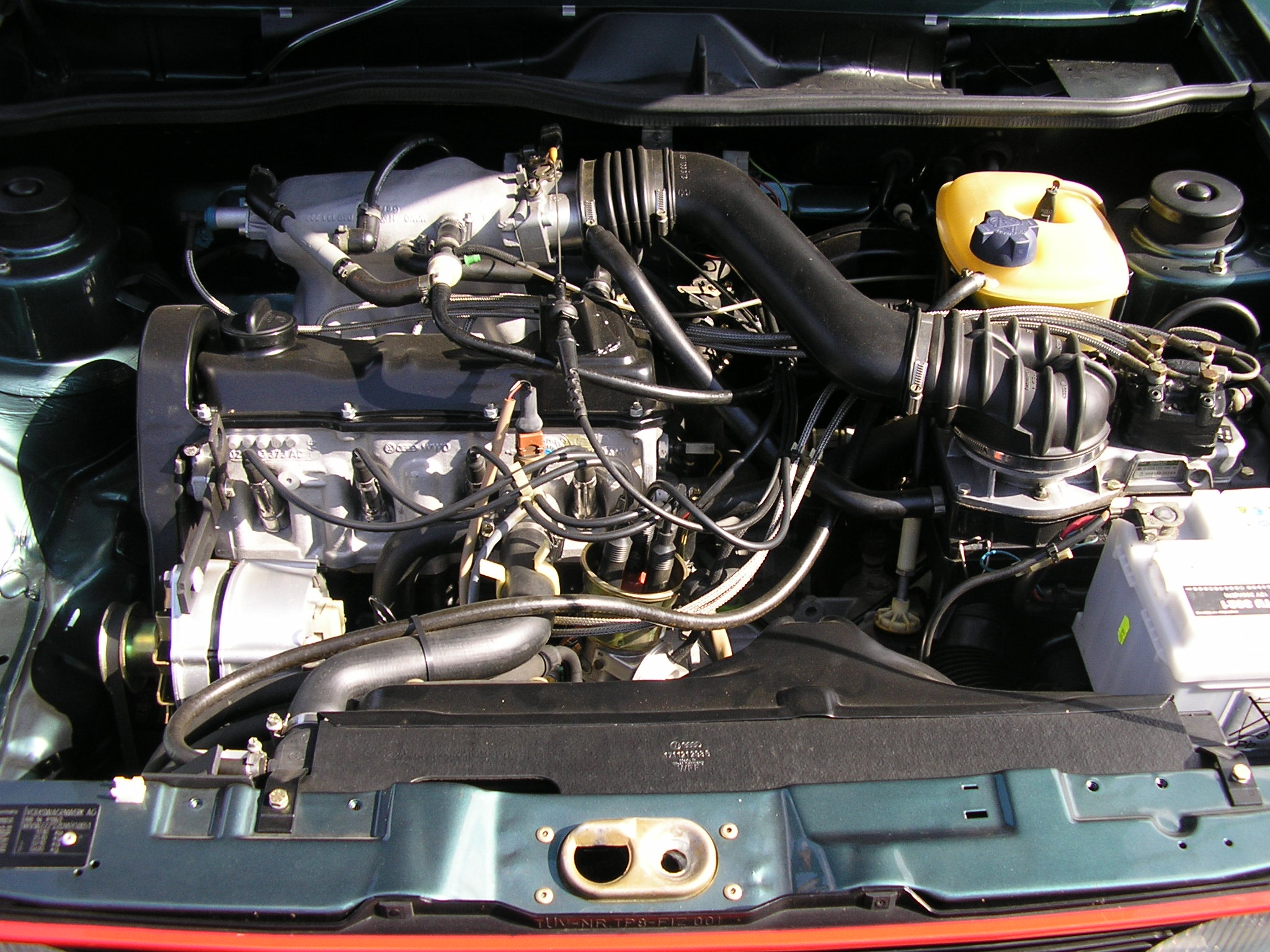
Motor des Golf GTI von 1983 mit 1,8 Liter Hubraum und 112 PS (82 kW)
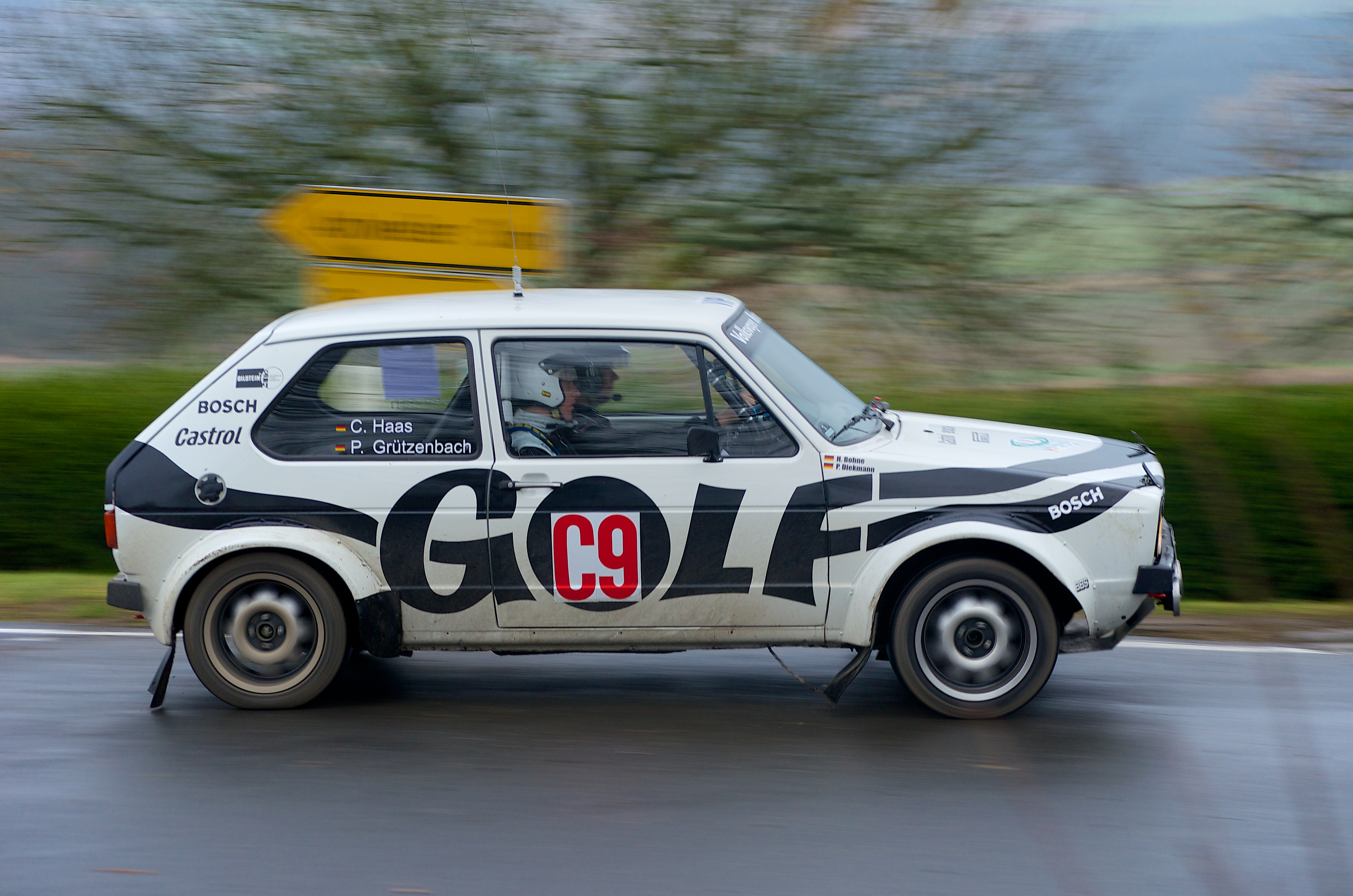
Golf GTI im Motorsport
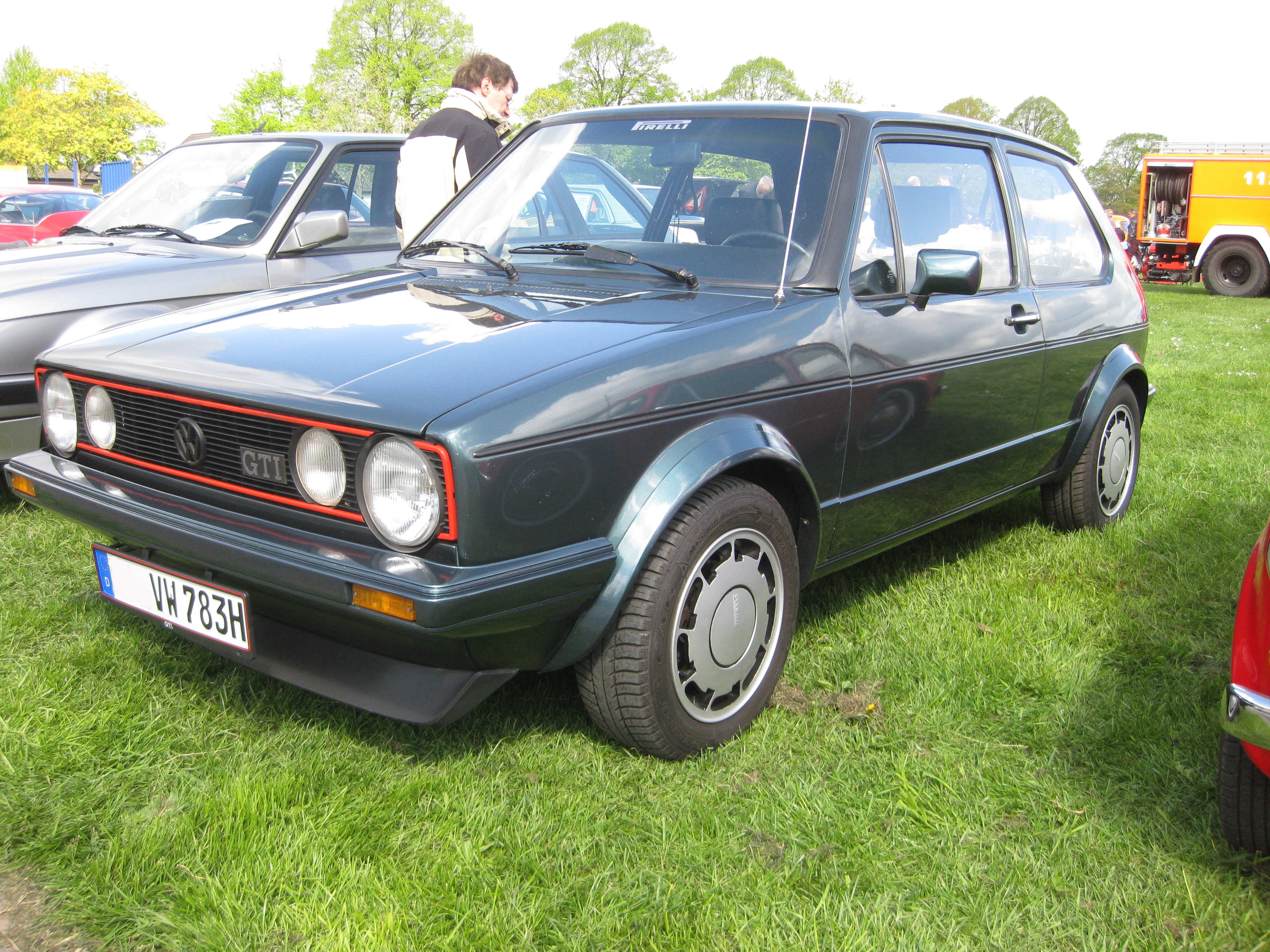
Sondermodell Pirelli (1983)

Andere Automobilhersteller boten ebenfalls leistungsstarke Klein- und Mittelklassewagen an, unter anderem den Opel Kadett GT/E ab 1975 oder den Ford Escort RS ab 1973.
- Golf GTI: 1,6 l 8V 110 PS (81 kW ohne Katalysator, Motorkennbuchstaben EG)
- Golf GTI: 1,8 l 8V 112 PS (82 kW ohne Katalysator MKB DX)
- Golf GTI 16S: 1,6 l 16V 136 PS (100 kW ohne Katalysator, MKB EG, limitiert, Motor von Oettinger bearbeitet, Vertrieb nur in Frankreich)

Die Idee, mit dem Golf GTI ein preisgünstiges Fahrzeug für den Breitensport zu schaffen, war ursprünglich ein Gedanke von Dipl.-Ing. Alfons Löwenberg, Mitarbeiter der Versuchsabteilung, der ihn am 18. März 1973, also noch vor der offiziellen Markteinführung des Golf, werksintern innerhalb der technischen Entwicklungsabteilung, einfach nur als „Sport-Golf“ vorschlug. Löwenbergs Vorschlag war jedoch mit 10 cm Tieferlegung und einem „armdicken“ Auspuffendrohr zu extrem. Als Kompromiss entstanden ohne Kenntnis des VW-Vorstands in einem Kreis von Ingenieuren und Marketingmitarbeitern um den damaligen Pressechef Anton Konrad ein weniger ausgefallenes Design und unter Verwendung des 1,6 l-Motors aus dem Audi 80 GTE mit anfangs 110 PS (81 kW) sowie dessen innenbelüfteter Scheibenbremse im Geheimen erste Versuchsfahrzeuge des Golf GTI. Erst nach deren weitgehender Fertigstellung wurde der damalige Vertriebsvorstand Werner P. Schmidt informiert, der von den Fahreigenschaften so begeistert war, dass er die Weiterentwicklung ohne papierene Vorstandsunterlagen genehmigte.

### VW Jetta
Im August 1979 wurde die Stufenheckvariante des Golf, der VW Jetta, der Öffentlichkeit vorgestellt. Er wandte sich an konservative Käufer und war zwei- und viertürig erhältlich. In Nordamerika wurde der Jetta zu einem großen Verkaufserfolg, blieb aber in Europa hinter den erwarteten Stückzahlen zurück.

### Golf Cabrio

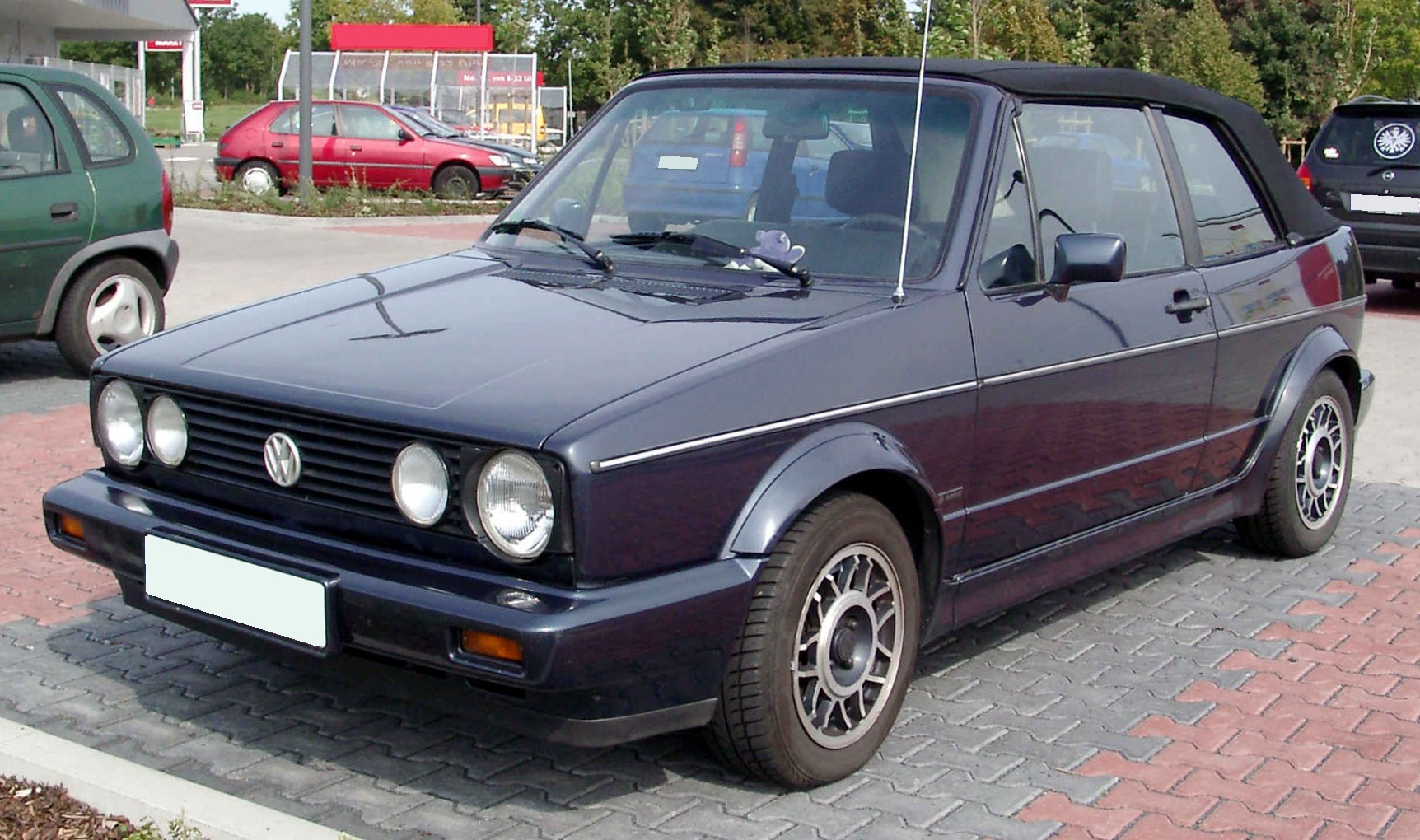
VW Golf Cabriolet (1987–1993)

Das Golf Cabriolet wurde im März 1979 als Nachfolger des Anfang 1980 eingestellten Käfer Cabrios vorgestellt. Mit 388.522 Einheiten wurde der offene Golf bis zum Ende der Produktion im August 1993 das bis dahin meistgebaute Cabrio der Welt. Produziert wurde er ausschließlich bei Karmann in Osnabrück, wo das Fahrzeug auch entwickelt worden war.
Im Frühjahr 1979 kam das Modell in zwei Motorisierungen als Cabrio GLS mit 1,5 Liter Hubraum und 51 kW (70 PS) sowie Cabrio GLi mit 1,6 Liter und 81 kW (110 PS) auf den Markt. Im letzten Modelljahr 1993 wurde der Wagen nur noch mit einem 1,8-Liter-Motor mit einer Leistung von 72 kW (98 PS) und geregeltem Katalysator angeboten.
Bei dem Facelift im Mai 1987 kamen in Wagenfarbe lackierte und wuchtiger gestaltete Stoßfänger in Verbindung mit Kotflügel- und Schwellerverbreiterungen („Rundumspoilersatz“) zum Einbau. Ab 1992 war das Cabrio auf Wunsch mit Fahrer-Airbag lieferbar. Neuwagen waren noch bis 1994 erhältlich, als bereits der offene Golf III auf dem Markt war.
Vom ersten Golf Cabrio wurden insgesamt 13 verschiedene Sondermodelle aufgelegt. Die beliebtesten sind die Modelle Sportline, Etienne Aigner und Genesis. Daneben gab es noch die Modelle: Young line, Toscana, Bel Air, Classic Line, Fashion Line, Christmas, Havanna, Acapulco, Coast, Azur und Quartett.

### Golf GTD

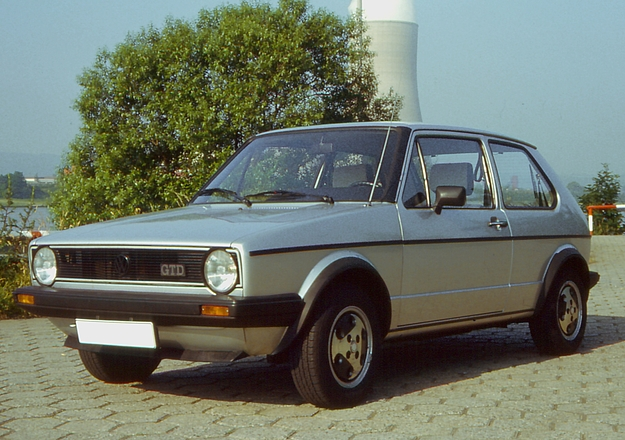
VW Golf GTD

Bei der Vorstellung im März 1982 auf dem Genfer Salon galt der Golf GTD als äußerst sparsam. Das wurde durch einen Dieselmotor mit Abgasturbolader erreicht. Das Erscheinungsbild orientiert sich am Golf GTI mit strafferem Fahrwerk. Mit dem GTD wurde die Evolution des leistungsfähigen und sportlichen Golf Diesel gestartet. Zur Leistungssteigerung des 40-kW-(54-PS)-Saugdiesel mit 1,6 Liter Hubraum war der GTD mit einem Garrett-Turbolader ausgestattet, der maximal 0,7 bar Ladedruck erreichte. Durch diese Modifikation des 827-Motors erreichte der GTD eine Leistung von 51 kW (70 PS) und ein maximales Drehmoment von 130 Nm bei 2600/min statt 98 Nm bei 2300/min. Insgesamt waren mehr als 30 Änderungen am Basismotor notwendig, um diese Leistungssteigerung möglich zu machen (z. B. vergrößerter Ölkreislauf, leistungsfähigere Ölpumpe und an allen wichtigen Stellen verstärkte oder höherwertige Bauteile). Wegen der höheren thermischen Belastung der Kolbenböden wurden diese mittels Ölstrahldüsen von unten zwangsgekühlt und der Motor mit einem Öl-/Kühlmittel-Wärmetauscher am Flansch des Ölfilterelementes ausgerüstet.
Der Turbomotor wog etwa 8,5 kg mehr als der Saugmotor. Mit allen zusätzlichen Aggregaten wuchs das Gewicht um 18 kg. In der Praxis war ein durchschnittlicher Verbrauch von weniger als 6 Liter Dieselkraftstoff auf 100 km möglich (DIN 70030: bei 90 km/h im 5. Gang 4,5 Liter, 120 km/h im 5. Gang 6,7 Liter, Stadtverkehr 6,6 Liter).

### VW Caddy

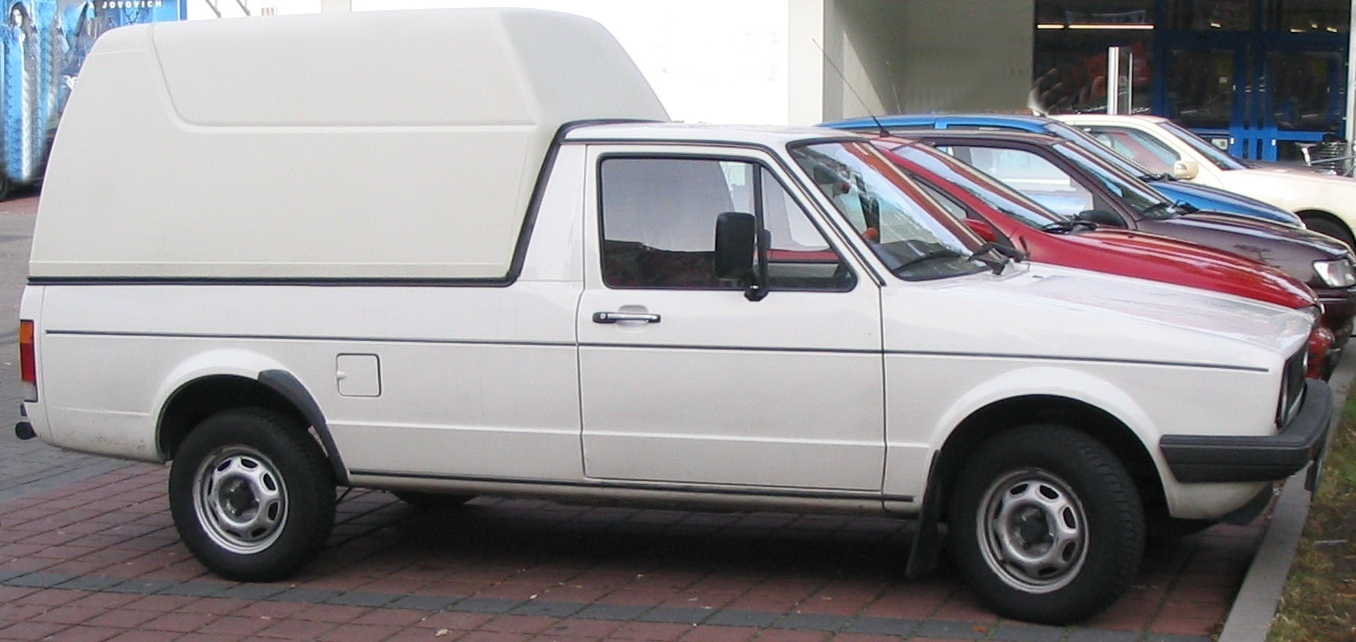
VW Caddy (1983–1992)

Für den amerikanischen Markt wurde ein vom Golf abgeleitetes Pick-up-Modell entwickelt, das ab 1978 im Werk in Westmoreland (Pennsylvania, USA) gebaut und unter dem Namen VW Rabbit Pick-up verkauft wurde.
Der fast baugleiche VW Caddy wurde ab 1983 bei Tvornica Automobila Sarajevo (TAS) in Sarajevo produziert. Bis zur Zerstörung des jugoslawischen Werkes im Jahre 1992 während des Bosnienkriegs wurden dort rund 200.000 Stück gefertigt.

### Exportmodelle
Nachdem 1976 der millionste Golf in Wolfsburg produziert wurde, nahm man eine neue Fertigungsstätte in den USA in Betrieb. Der Rabbit, die US-Version des Golfs, wurde nun nicht mehr im Werk Emden, sondern in Westmoreland produziert. Damit war Volkswagen von Wechselkursschwankungen des US-Dollars unabhängig. Zudem versprach der US-Markt nach Einführung von begrenzten Flottenverbräuchen durch US-Präsident Carter starke Zuwächse.
In Südafrika wurde der Golf I bis Oktober 2009 produziert. Seit 1978 lief er im dortigen Werk Uitenhage als VW Citi Golf vom Band. Er hat ein anderes Armaturenbrett, eine zusätzliche Sicke in der C-Säule, die Grill-/Scheinwerfereinheit des Golf II und neue Motoren, ist aber nach wie vor ein beliebtes Modell in Südafrika. Der Golf I wurde in Wolfsburg, Emden, Brüssel, Osnabrück, Sarajevo, Uitenhage/Südafrika, Lagos/Nigeria, Westmoreland County/USA und in Puebla/Mexiko produziert.

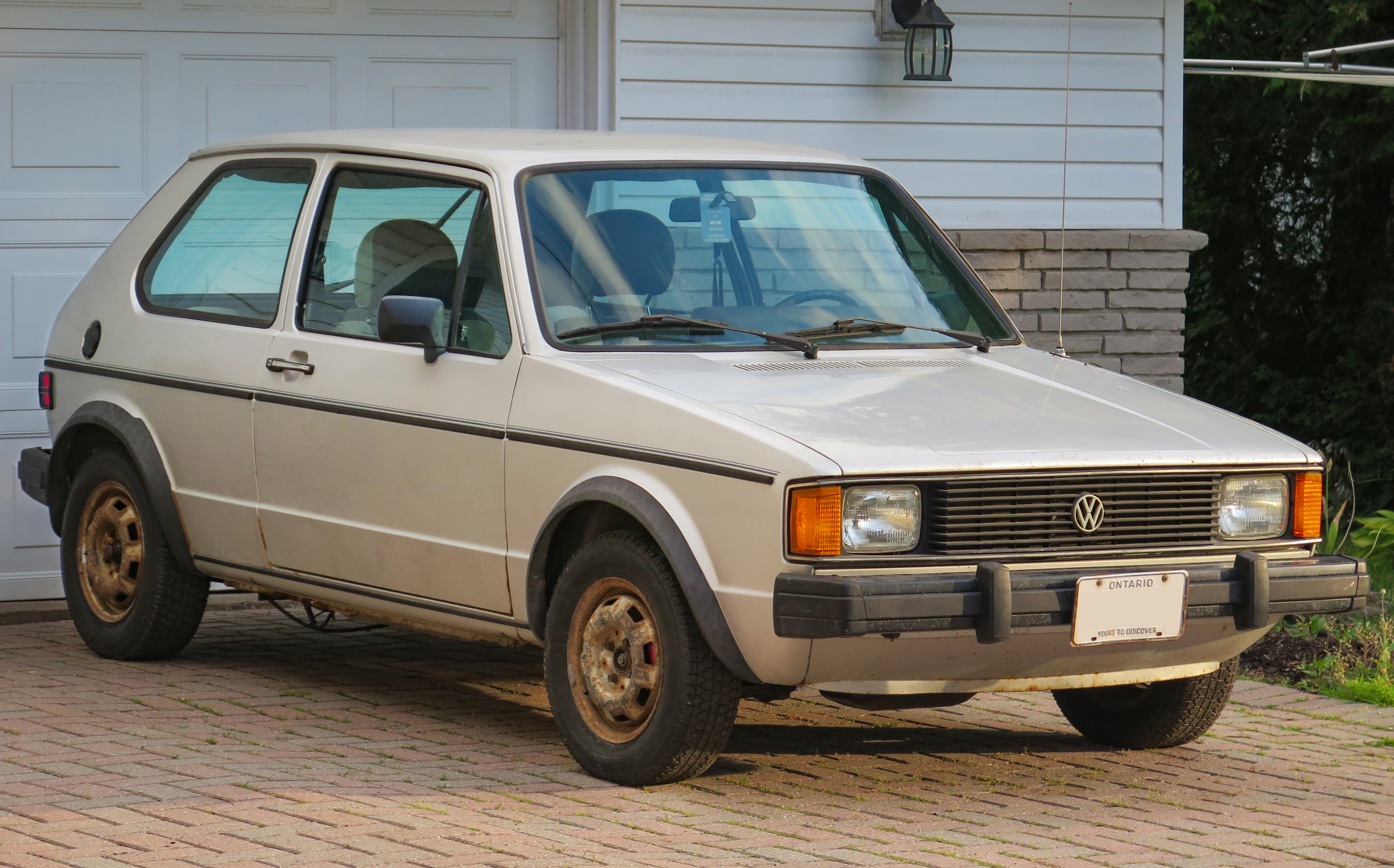
US-Modell VW Rabbit, Modelljahr 1982
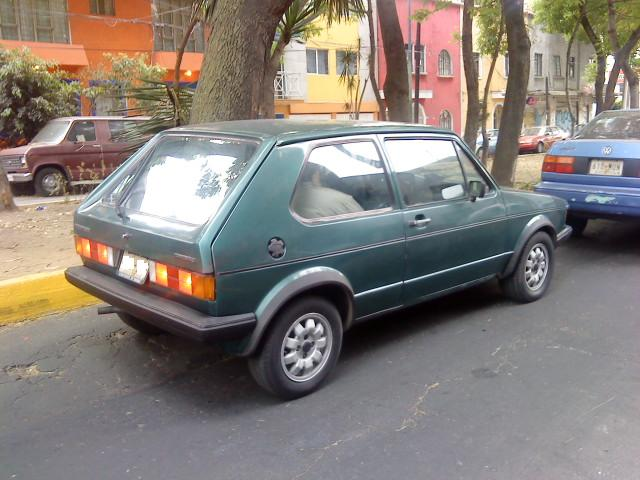
Mexikanischer VW Caribe GT, Modelljahr 1986
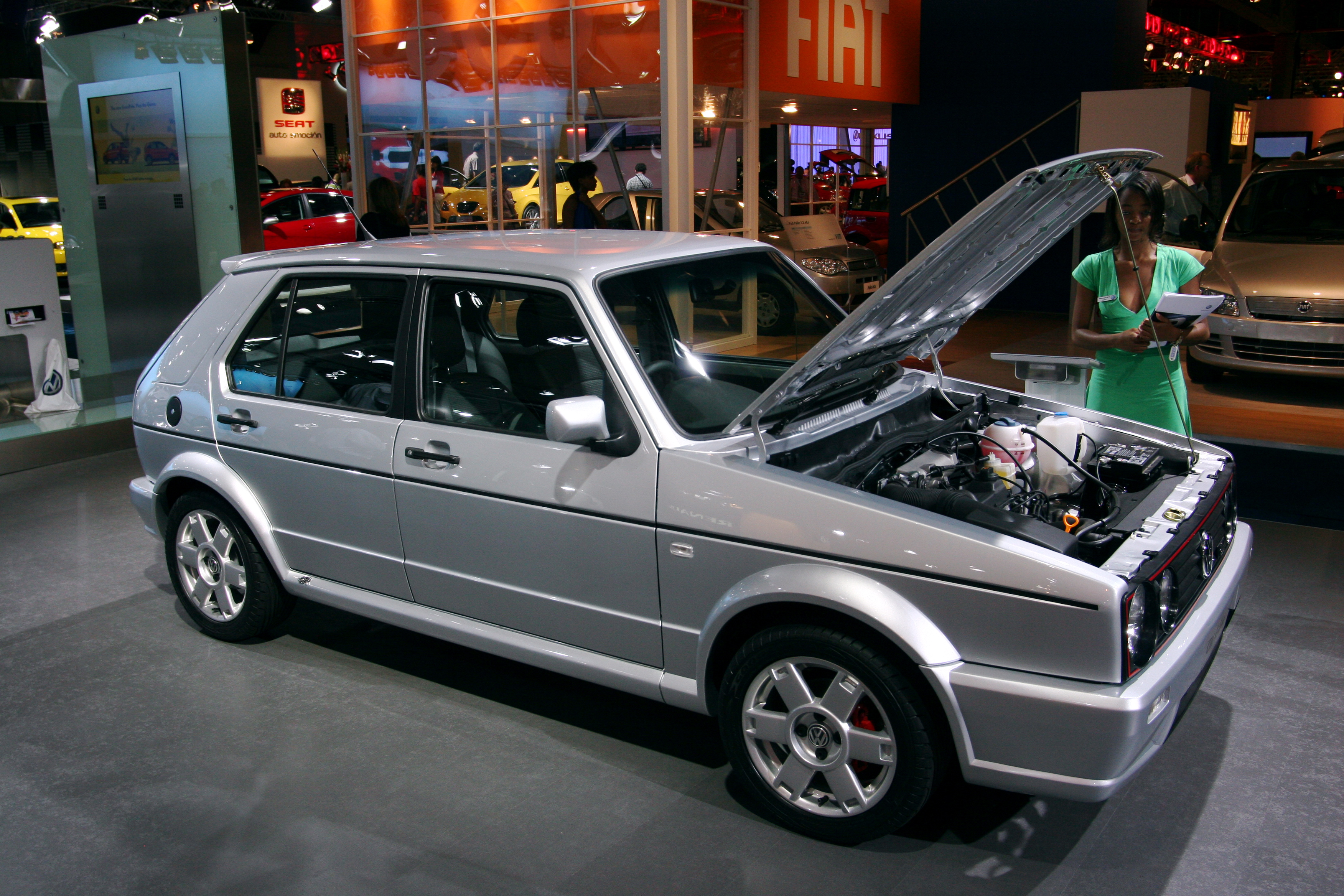
Südafrikanischer VW Golf Citi, Modelljahr 2008
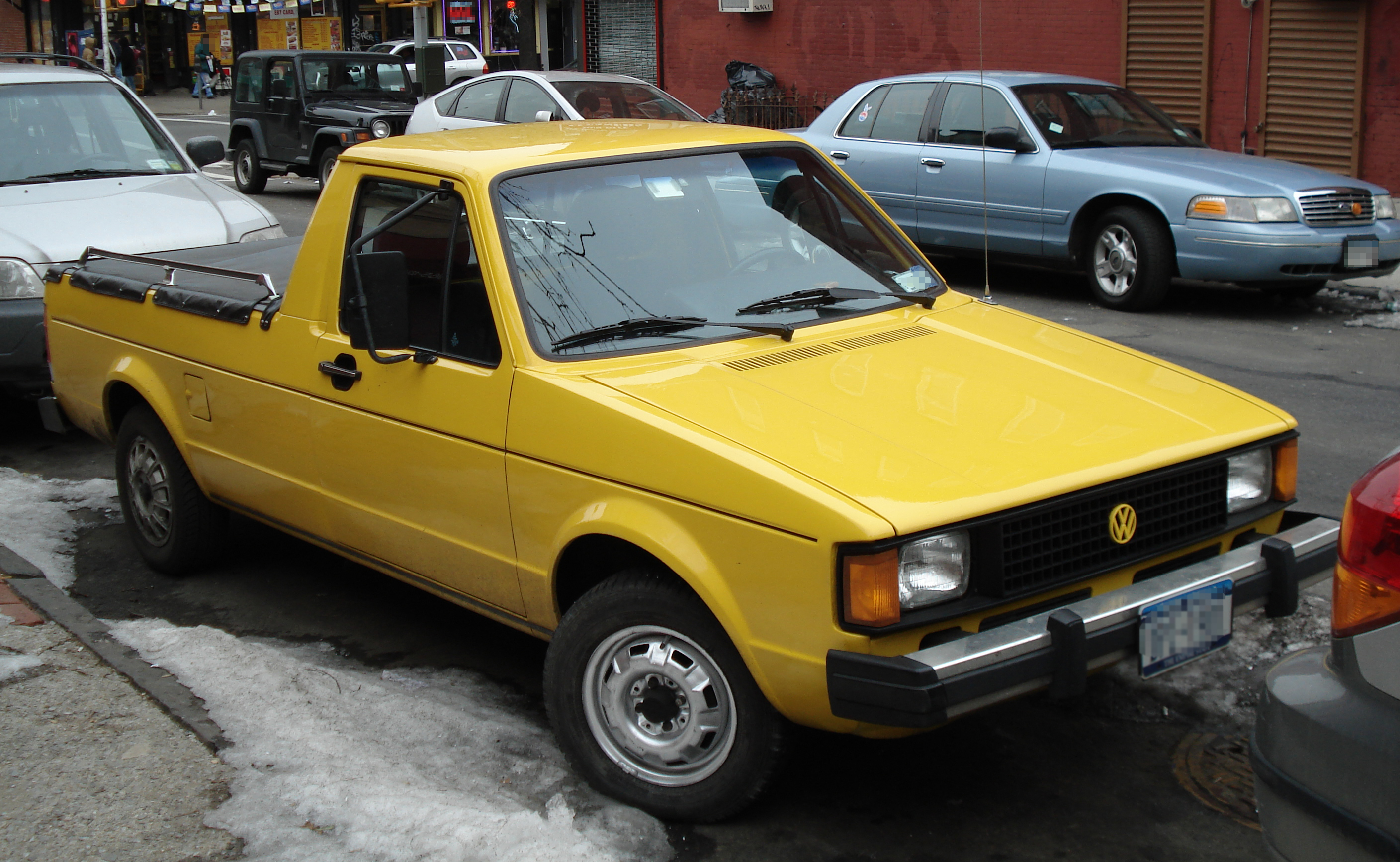
Volkswagen Rabbit Pickup (USA)

### Kompensationsgeschäfte mit der DDR

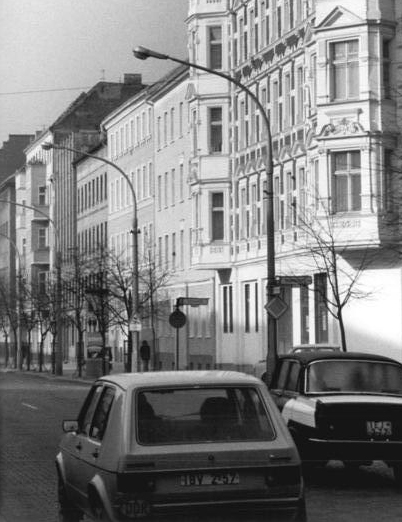
Ein VW Golf in Berlin (Ost)

1977 kam es zu einem Handel mit dem „VE Außenhandel Transportmaschinen Export und Import“ in Ost-Berlin. Vereinbart wurde die Lieferung von 10.000 Golf in die DDR. Der Golf war damit einer der wenigen PKW aus dem nichtsozialistischen Ausland, die zeitweise in der DDR gegen Mark der DDR erhältlich waren. Westfahrzeuge waren sonst meist nur über Genex oder mittels Beziehungen erhältlich. Am 13. Januar 1978 rollte der erste Zug mit 200 Autos über die innerdeutsche Grenze. Die Fahrzeuge wurden vorwiegend in Ostberlin verkauft und prägten seither das Straßenbild der Stadt mit. Im Gegenzug lieferte die DDR Pressen, Werkzeugmaschinen und einen Projektor von Carl Zeiss Jena für das Planetarium Wolfsburg, den VW der Stadt Wolfsburg zum vierzigsten Jahrestag der Stadtgründung 1978 schenkte.
Im Fahrbericht der DDR-Fachpresse wurde dem Golf eine sehr gute Sitzposition und optimierte Raumökonomie bescheinigt, im Fond fanden selbst drei Personen ausreichend Platz und der Kofferraum war mit 350 Litern zwar nicht allzu groß, jedoch flexibel nutzbar. Gelobt wurde auch das weitgehend neutrale Eigenlenkverhalten und der gute Motorlauf. Kritik gab es am zu Vereisung neigenden Vergaser des 1,1-l-Motors, für Kopfsteinpflaster-Straßen zu kurzen Federwegen (bei ansonsten gelungener Feder-Dämpfer-Abstimmung) und dem unten offenen Motorraum, der zu Verschmutzung neige. Zumindest beim L-Modell sei außerdem die Fahrbahnausleuchtung infolge der tief liegenden Scheinwerfer zu schwach. Als durchschnittlicher Kraftstoffverbrauch wurden beim Golf L mit 1,1-l-Motor 8,4 l/100 km ermittelt und eine Höchstgeschwindigkeit von 137,5 km/h gemessen (Tachoanzeige: 152 km/h).

## Technische Daten
| VW Golf                   | 1,1 | 1,1 Formel E | 1,3 | 1,5 | 1,5 | 1,6 | GTI | GTI | 1,5 Diesel | 1,6 Diesel | 1,6 Turbodiesel |
| VW-Motorkennbuchstaben    | FA/GG | GG | GF | FH/FD | JB | FP | EG | DX | CK | CR/JK | CY |
| ------------------------- | --- | --- | --- | --- | --- | --- | --- | --- | --- | --- | --- |
| Bauzeit                   | 1974–1983 | 1981–1983 | 1979–1982 | 1974–1975 | 1978–1983 | 1975–1977 | 1976–1982 | 1982–1983 | 1976–1980 | 1980–1983 | 1982–1983 |
| Motor                     | Quer eingebauter 4-Zylinder-Reihenmotor (Viertakt), obenliegende Nockenwelle, Zahnriemen 1,1- und 1,3-l-Motor: um 20° nach vorn geneigt eingebaut, Ventile über Schlepphebel betätigt 1,5- bis 1,8-Liter-Motoren: um 15° nach hinten geneigt eingebaut, Ventile über Tassenstößel betätigt | Quer eingebauter 4-Zylinder-Reihenmotor (Viertakt), obenliegende Nockenwelle, Zahnriemen 1,1- und 1,3-l-Motor: um 20° nach vorn geneigt eingebaut, Ventile über Schlepphebel betätigt 1,5- bis 1,8-Liter-Motoren: um 15° nach hinten geneigt eingebaut, Ventile über Tassenstößel betätigt | Quer eingebauter 4-Zylinder-Reihenmotor (Viertakt), obenliegende Nockenwelle, Zahnriemen 1,1- und 1,3-l-Motor: um 20° nach vorn geneigt eingebaut, Ventile über Schlepphebel betätigt 1,5- bis 1,8-Liter-Motoren: um 15° nach hinten geneigt eingebaut, Ventile über Tassenstößel betätigt | Quer eingebauter 4-Zylinder-Reihenmotor (Viertakt), obenliegende Nockenwelle, Zahnriemen 1,1- und 1,3-l-Motor: um 20° nach vorn geneigt eingebaut, Ventile über Schlepphebel betätigt 1,5- bis 1,8-Liter-Motoren: um 15° nach hinten geneigt eingebaut, Ventile über Tassenstößel betätigt | Quer eingebauter 4-Zylinder-Reihenmotor (Viertakt), obenliegende Nockenwelle, Zahnriemen 1,1- und 1,3-l-Motor: um 20° nach vorn geneigt eingebaut, Ventile über Schlepphebel betätigt 1,5- bis 1,8-Liter-Motoren: um 15° nach hinten geneigt eingebaut, Ventile über Tassenstößel betätigt | Quer eingebauter 4-Zylinder-Reihenmotor (Viertakt), obenliegende Nockenwelle, Zahnriemen 1,1- und 1,3-l-Motor: um 20° nach vorn geneigt eingebaut, Ventile über Schlepphebel betätigt 1,5- bis 1,8-Liter-Motoren: um 15° nach hinten geneigt eingebaut, Ventile über Tassenstößel betätigt | Quer eingebauter 4-Zylinder-Reihenmotor (Viertakt), obenliegende Nockenwelle, Zahnriemen 1,1- und 1,3-l-Motor: um 20° nach vorn geneigt eingebaut, Ventile über Schlepphebel betätigt 1,5- bis 1,8-Liter-Motoren: um 15° nach hinten geneigt eingebaut, Ventile über Tassenstößel betätigt | Quer eingebauter 4-Zylinder-Reihenmotor (Viertakt), obenliegende Nockenwelle, Zahnriemen 1,1- und 1,3-l-Motor: um 20° nach vorn geneigt eingebaut, Ventile über Schlepphebel betätigt 1,5- bis 1,8-Liter-Motoren: um 15° nach hinten geneigt eingebaut, Ventile über Tassenstößel betätigt | Quer eingebauter 4-Zylinder-Reihenmotor (Viertakt), obenliegende Nockenwelle, Zahnriemen 1,1- und 1,3-l-Motor: um 20° nach vorn geneigt eingebaut, Ventile über Schlepphebel betätigt 1,5- bis 1,8-Liter-Motoren: um 15° nach hinten geneigt eingebaut, Ventile über Tassenstößel betätigt | Quer eingebauter 4-Zylinder-Reihenmotor (Viertakt), obenliegende Nockenwelle, Zahnriemen 1,1- und 1,3-l-Motor: um 20° nach vorn geneigt eingebaut, Ventile über Schlepphebel betätigt 1,5- bis 1,8-Liter-Motoren: um 15° nach hinten geneigt eingebaut, Ventile über Tassenstößel betätigt | Quer eingebauter 4-Zylinder-Reihenmotor (Viertakt), obenliegende Nockenwelle, Zahnriemen 1,1- und 1,3-l-Motor: um 20° nach vorn geneigt eingebaut, Ventile über Schlepphebel betätigt 1,5- bis 1,8-Liter-Motoren: um 15° nach hinten geneigt eingebaut, Ventile über Tassenstößel betätigt |
| Hubraum                   | 1093 cm³ | 1093 cm³ | 1272 cm³ | 1471 cm³ | 1457 cm³ | 1588 cm³ | 1588 cm³ | 1781 cm³ | 1471 cm³ | 1588 cm³ | 1588 cm³ |
| Bohrung × Hub:            | 69,5 × 72 mm | 69,5 × 72 mm | 75 × 72 mm | 76,5 × 80 mm | 79,5 × 73,4 mm | 79,5 × 80 mm | 79,5 × 80 mm | 81 × 86,4 mm | 76,5 × 80 mm | 76,5 × 86,4 mm | 76,5 × 86,4 mm |
| Leistung (PS) bei 1/min   | 37 kW (50 PS) 6000 | 37 kW (50 PS) 6000 | 44 kW (60 PS) 5600 | 51 kW (70 PS) 5800 | 51 kW (70 PS) 5600 | 55 kW (75 PS) 5600 | 81 kW (110 PS) 6100 | 82 kW (112 PS) 5800 | 37 kW (50 PS) 5000 | 40 kW (54 PS) 4800 | 51 kW (70 PS) 4500 |
| Max. Drehmoment bei 1/min | 77 Nm 3000 | 80 Nm 3300 | 93 Nm 3500 | 112 Nm 3000 | 108 Nm 2500 | 117 Nm 3200 | 137 Nm 5000 | 150 Nm 3500 | 80 Nm 3000 | 98 Nm 2300 | 130 Nm 2600 |
| Gemischaufbereitung       | 1 Fallstromvergaser Solex | 1 Fallstromvergaser Solex | 1 Fallstromvergaser Solex | 1 Fallstromvergaser Solex | 1 Fallstromvergaser Solex | 1 Fallstromvergaser Solex | Mechanische Einspritzung | Mechanische Einspritzung | Verteilereinspritzpumpe (TD: mit Turbolader) | Verteilereinspritzpumpe (TD: mit Turbolader) | Verteilereinspritzpumpe (TD: mit Turbolader) |
| Kühlung                   | Wasserkühlung | Wasserkühlung | Wasserkühlung | Wasserkühlung | Wasserkühlung | Wasserkühlung | Wasserkühlung | Wasserkühlung | Wasserkühlung | Wasserkühlung | Wasserkühlung |
| Getriebe (Serie)          | 4-Gang | 4-Gang | 4-Gang | 4-Gang | 4-Gang | 4-Gang | 4-Gang (ab 8/79: 5-Gang) | 4-Gang (ab 8/79: 5-Gang) | 4-Gang | 4-Gang | 5-Gang-Getriebe |
| Getriebe (wahlweise)      | — | — | — | 3-Gang Automatik (ab 8/79: 5-Gang manuell) | 3-Gang Automatik (ab 8/79: 5-Gang manuell) | 3-Gang Automatik (ab 8/79: 5-Gang manuell) | — | — | — | 3-Gang Automatik, 5-Gang manuell, auch FormelE | — |
| Radaufhängung vorn        | MacPherson-Federbeine, Querlenker | MacPherson-Federbeine, Querlenker | MacPherson-Federbeine, Querlenker | MacPherson-Federbeine, Querlenker | MacPherson-Federbeine, Querlenker | MacPherson-Federbeine, Querlenker | MacPherson-Federbeine, Querlenker | MacPherson-Federbeine, Querlenker | MacPherson-Federbeine, Querlenker | MacPherson-Federbeine, Querlenker | MacPherson-Federbeine, Querlenker |
| Radaufhängung hinten      | Verbundlenkerachse, Feder-Dämpfer-Einheiten | Verbundlenkerachse, Feder-Dämpfer-Einheiten | Verbundlenkerachse, Feder-Dämpfer-Einheiten | Verbundlenkerachse, Feder-Dämpfer-Einheiten | Verbundlenkerachse, Feder-Dämpfer-Einheiten | Verbundlenkerachse, Feder-Dämpfer-Einheiten | Verbundlenkerachse, Feder-Dämpfer-Einheiten | Verbundlenkerachse, Feder-Dämpfer-Einheiten | Verbundlenkerachse, Feder-Dämpfer-Einheiten | Verbundlenkerachse, Feder-Dämpfer-Einheiten | Verbundlenkerachse, Feder-Dämpfer-Einheiten |
| Bremsen                   | Zweikreisbremse in X-Aufteilung; vorn Scheibenbremsen (Ø 239 mm) – 50 PS bis April 1975: vorn Trommelbremsen Trommeln hinten, 50 PS bis Juli 1981: Bremskraftverstärker nur auf Wunsch | Zweikreisbremse in X-Aufteilung; vorn Scheibenbremsen (Ø 239 mm) – 50 PS bis April 1975: vorn Trommelbremsen Trommeln hinten, 50 PS bis Juli 1981: Bremskraftverstärker nur auf Wunsch | Zweikreisbremse in X-Aufteilung; vorn Scheibenbremsen (Ø 239 mm) – 50 PS bis April 1975: vorn Trommelbremsen Trommeln hinten, 50 PS bis Juli 1981: Bremskraftverstärker nur auf Wunsch | Zweikreisbremse in X-Aufteilung; vorn Scheibenbremsen (Ø 239 mm) – 50 PS bis April 1975: vorn Trommelbremsen Trommeln hinten, 50 PS bis Juli 1981: Bremskraftverstärker nur auf Wunsch | Zweikreisbremse in X-Aufteilung; vorn Scheibenbremsen (Ø 239 mm) – 50 PS bis April 1975: vorn Trommelbremsen Trommeln hinten, 50 PS bis Juli 1981: Bremskraftverstärker nur auf Wunsch | Zweikreisbremse in X-Aufteilung; vorn Scheibenbremsen (Ø 239 mm) – 50 PS bis April 1975: vorn Trommelbremsen Trommeln hinten, 50 PS bis Juli 1981: Bremskraftverstärker nur auf Wunsch | Zweikreisbremse in X-Aufteilung; vorn Scheibenbremsen (Ø 239 mm) – 50 PS bis April 1975: vorn Trommelbremsen Trommeln hinten, 50 PS bis Juli 1981: Bremskraftverstärker nur auf Wunsch | Zweikreisbremse in X-Aufteilung; vorn Scheibenbremsen (Ø 239 mm) – 50 PS bis April 1975: vorn Trommelbremsen Trommeln hinten, 50 PS bis Juli 1981: Bremskraftverstärker nur auf Wunsch | Zweikreisbremse in X-Aufteilung; vorn Scheibenbremsen (Ø 239 mm) – 50 PS bis April 1975: vorn Trommelbremsen Trommeln hinten, 50 PS bis Juli 1981: Bremskraftverstärker nur auf Wunsch | Zweikreisbremse in X-Aufteilung; vorn Scheibenbremsen (Ø 239 mm) – 50 PS bis April 1975: vorn Trommelbremsen Trommeln hinten, 50 PS bis Juli 1981: Bremskraftverstärker nur auf Wunsch | Zweikreisbremse in X-Aufteilung; vorn Scheibenbremsen (Ø 239 mm) – 50 PS bis April 1975: vorn Trommelbremsen Trommeln hinten, 50 PS bis Juli 1981: Bremskraftverstärker nur auf Wunsch |
| Lenkung                   | Zahnstangenlenkung | Zahnstangenlenkung | Zahnstangenlenkung | Zahnstangenlenkung | Zahnstangenlenkung | Zahnstangenlenkung | Zahnstangenlenkung | Zahnstangenlenkung | Zahnstangenlenkung | Zahnstangenlenkung | Zahnstangenlenkung |
| Karosserie                | Stahlblech, selbsttragend | Stahlblech, selbsttragend | Stahlblech, selbsttragend | Stahlblech, selbsttragend | Stahlblech, selbsttragend | Stahlblech, selbsttragend | Stahlblech, selbsttragend | Stahlblech, selbsttragend | Stahlblech, selbsttragend | Stahlblech, selbsttragend | Stahlblech, selbsttragend |
| Spurweite vorn/hinten     | 1390/1358 mm (GTI und mit Breitreifen: 1404/1372 mm) | 1390/1358 mm (GTI und mit Breitreifen: 1404/1372 mm) | 1390/1358 mm (GTI und mit Breitreifen: 1404/1372 mm) | 1390/1358 mm (GTI und mit Breitreifen: 1404/1372 mm) | 1390/1358 mm (GTI und mit Breitreifen: 1404/1372 mm) | 1390/1358 mm (GTI und mit Breitreifen: 1404/1372 mm) | 1390/1358 mm (GTI und mit Breitreifen: 1404/1372 mm) | 1390/1358 mm (GTI und mit Breitreifen: 1404/1372 mm) | 1390/1358 mm (GTI und mit Breitreifen: 1404/1372 mm) | 1390/1358 mm (GTI und mit Breitreifen: 1404/1372 mm) | 1390/1358 mm (GTI und mit Breitreifen: 1404/1372 mm) |
| Radstand                  | 2400 mm | 2400 mm | 2400 mm | 2400 mm | 2400 mm | 2400 mm | 2400 mm | 2400 mm | 2400 mm | 2400 mm | 2400 mm |
| Länge                     | 3705 (L: 3725 mm) ab 08/78: 3815 mm | 3705 (L: 3725 mm) ab 08/78: 3815 mm | 3705 (L: 3725 mm) ab 08/78: 3815 mm | 3705 (L: 3725 mm) ab 08/78: 3815 mm | 3705 (L: 3725 mm) ab 08/78: 3815 mm | 3705 (L: 3725 mm) ab 08/78: 3815 mm | 3705 (L: 3725 mm) ab 08/78: 3815 mm | 3705 (L: 3725 mm) ab 08/78: 3815 mm | 3705 (L: 3725 mm) ab 08/78: 3815 mm | 3705 (L: 3725 mm) ab 08/78: 3815 mm | 3705 (L: 3725 mm) ab 08/78: 3815 mm |
| Leergewicht               | 790–930 kg (Cabrio: 905–970 kg) | 790–930 kg (Cabrio: 905–970 kg) | 790–930 kg (Cabrio: 905–970 kg) | 790–930 kg (Cabrio: 905–970 kg) | 790–930 kg (Cabrio: 905–970 kg) | 790–930 kg (Cabrio: 905–970 kg) | 790–930 kg (Cabrio: 905–970 kg) | 790–930 kg (Cabrio: 905–970 kg) | 790–930 kg (Cabrio: 905–970 kg) | 790–930 kg (Cabrio: 905–970 kg) | 790–930 kg (Cabrio: 905–970 kg) |
| Höchstgeschwindigkeit     | 145 km/h | 145 km/h | 150 km/h | 157–160 km/h | 155–158 km/h Cabrio: 153 km/h | 158–162 km/h | 182 km/h Cabrio: 175 km/h | 183 km/h Cabrio: 180 km/h | 140 km/h | 138–143 km/h | 155 km/h |
| Beschleunigung 0–100 km/h | 17 s | 18s | 15,5 s | 13–15 s | 13–15 s Cabrio: 15–17 s | 12–14 s | 10 s Cabrio: 11 s | 9 s Cabrio: 10,5 s | 19 s | 17,5–21,5 s | 14 s |
| Verbrauch (Liter/100 km)  | 9,0 N | 8,0 N | 9,5 N | 10,5–11,0 N | 10,0–10,5 N | 9,5–10,0 N | 10,5 S | 10,0 S Cabrio: 11,0 S | 6,5 D | 6,5 D | 7,5 D |

## Produktionszahlen Golf I

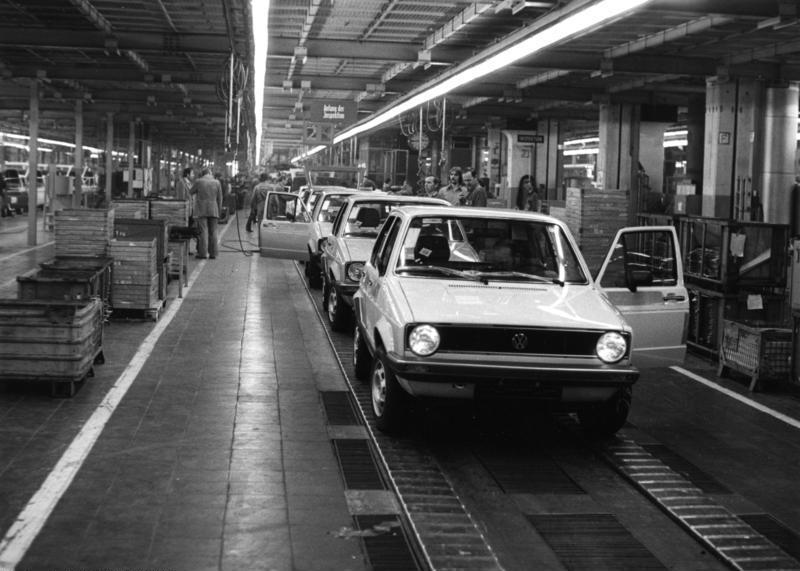
Fertigung des VW Golf I in Wolfsburg

Gesamtproduktion Fahrzeuge von 1974 bis 1983
| Typ         | Jahr    | Jahr    | Jahr    | Jahr    | Jahr    | Jahr    | Jahr    | Jahr    | Jahr    | Jahr        | Summe         |
| Typ         | 1974    | 1975    | 1976    | 1977    | 1978    | 1979    | 1980    | 1981    | 1982    | 1983        | Summe         |
| ----------- | ------- | ------- | ------- | ------- | ------- | ------- | ------- | ------- | ------- | ----------- | ------------- |
| 1093        | 91.809  | 194.918 | 209.266 | 138.984 | 208.216 | 173.098 | 138.684 | 110.944 | 113.576 | ?           |               |
| 1272        |         |         |         |         |         | 34.369  | 84.587  | 42.464  | 27.980  | ?           |               |
| 1457        |         |         |         | 125.660 | 220.721 | 108.319 | 44.378  | 73.318  | 76.849  | 68.929      | 718.174       |
| 1471        | 98.081  | 137.907 |         |         |         |         |         |         |         |             | 235.988       |
| 1588        |         | 86.795  | 311.758 | 200.990 | 49.793  | 93.953  | 80.665  | 75.123  | 37.533  | ?           |               |
| 1595        |         |         |         |         |         |         | 2.746   | 5.918   | 4.854   | 3.136       | 16.654        |
| 1781        |         |         |         |         |         |         |         |         | 27.738  | ?           |               |
| 1471 D      |         |         | 7.848   | 91.933  | 183.559 | 194.547 | 79.253  |         |         |             | 557.140       |
| 1588 D      |         |         |         |         |         |         | 61.324  | 187.246 | 185.558 | ?           |               |
| 1093 Cabrio |         |         |         |         | 4       | 932     | 1.347   | 1.491   | 1.698   | 322         | 5.794         |
| 1457 Cabrio |         |         |         |         | 98      | 8.649   | 4.710   | 4.727   | 6.253   | 2.947       | 27.384        |
| 1588 Cabrio |         |         |         |         | 2       | 2.214   | 12.258  | 2.945   | 2.611   | ?           |               |
| 1595 Cabrio |         |         |         |         |         |         | 7.667   | 12.197  | 8.579   | 3.797       | 32.240        |
| Summe       | 189.890 | 419.620 | 528.872 | 557.567 | 662.393 | 616.081 | 517.619 | 516.373 | 494.808 | ca. 430.000 | ca. 4.900.000 |

## Preise und Ausstattung
Mitte 1974 betrug der Grundpreis des günstigsten Modells mit 50 PS (37 kW) Leistung 7.995 DM (entspricht inflationsbereinigt in heutiger Währung 13.600 Euro); die ersten Golf mit dem 50-PS-Motor waren noch mit Trommelbremsen an der Vorderachse und Diagonalreifen ausgerüstet. Die Basisversion hatte auch keine Rückfahrleuchten, allerdings wurde kaum ein Modell so bestellt, weshalb diese Variante heute äußerst selten ist. Gürtelreifen (240 DM) und vordere Scheibenbremsen (183 DM) mit Bremskraftverstärker (107 DM) waren beim stärkeren Golf S (70 PS für 8.720 DM) serienmäßig. Der 70-PS-Golf war für 705 DM Aufpreis auch mit einem Dreigang-Automatikgetriebe erhältlich. Für beide Motorenversionen kostete die L-Ausstattung 650 DM mehr. Anfangs waren bei beiden Motorisierungen sogar Dreipunkt-Automatikgurte (für 57 DM extra an Stelle von statischen 3-Punkt-Gurten), vordere Kopfstützen (64 DM), eine heizbare Heckscheibe (107 DM) und H4-Halogenscheinwerfer (107 DM) nur gegen Aufpreis erhältlich. Der Golf GTI kostete zur Markteinführung im Juli 1976 13.850 DM.
Ein Stahlkurbeldach kostete 423 DM, zwei weitere Türen 415 DM und die Leichtmetallräder 5Jx13 mit Stahlgürtelreifen 175/70 SR 13 wurden mit 326 DM zusätzlich berechnet. Die Metallic-Lackierung kostete 221 DM. Einen Heckscheibenwischer gab es als Extra erst in späteren Modelljahren. Ab 1977 war eine Klimaanlage erhältlich (ca. 1700 DM), die zu dieser Zeit selbst in Oberklasse-Fahrzeugen oft noch zu den aufpreispflichtigen Extras zählte.

## Bestand in Deutschland
Aufgeführt ist der Bestand an VW Golf I (ohne Cabriolet) nach Hersteller- (HSN) und Typschlüsselnummern (TSN) in Deutschland laut Kraftfahrt-Bundesamt. Typen mit weniger als 100 Fahrzeugen werden nicht ausgewiesen. Bis 2007 beinhaltete der Bestand neben der Anzahl der angemeldeten Fahrzeuge auch die Anzahl der vorübergehenden Stilllegungen. Seit 2008 enthält der Bestand lediglich den „fließenden Verkehr“ einschließlich der Saisonkennzeichen.
| HSN/TSN  | Modell     | kW     | 1.1.2005 | 1.1.2006 | 1.1.2008 | 1.1.2009 | 1.1.2010 | 1.1.2011 | 1.1.2012 | 1.1.2013 | 1.1.2014 | 1.1.2015 | 1.1.2024 |
| -------- | ---------- | ------ | -------- | -------- | -------- | -------- | -------- | -------- | -------- | -------- | -------- | -------- | -------- |
| 0600/464 | 1.1        | 37     | 9.475    | 7.271    | 4.244    | 3.765    | 3.369    | 3.178    | 2.985    | 2.968    | 2.788    | 2.732    | 2.575    |
| 0600/465 | 1.5        | 51     | 272      | 260      | 237      | 225      | 219      | 219      | 215      | 208      | 166      | 153      | 135      |
| 0600/477 | 1.6        | 55     | 796      | 703      | 591      | 565      | 542      | 530      | 520      | 497      | 461      | 450      | 386      |
| 0600/478 | 1.6 GTI    | 81     | 1.750    | 1.315    | 967      | 928      | 895      | 875      | 874      | 960      | 899      | 910      | 967      |
| 0600/489 | 1.5 Diesel | 37     | 838      | 709      | 569      | 540      | 513      | 507      | 493      | 482      | 444      | 430      | 325      |
| 0600/497 | 1.5        | 51     | 8.392    | 6.326    | 3.170    | 2.690    | 2.409    | 2.178    | 2.051    | 2.134    | 2.034    | 2.028    | 2.110    |
| 0600/524 | 1.3        | 44     | 812      | 601      | 379      | 338      | 293      | 281      | 280      | 286      | 272      | 271      | 252      |
| 0600/536 | 1.6 Diesel | 40     | 3.319    | 2.503    | 1.329    | 1.154    | 998      | 906      | 856      | 831      | 805      | 793      | 725      |
| 0600/557 | 1.6 GTD    | 51     | 639      | 490      | 243      | 211      | 179      | 161      | 153      | 152      | 144      | 152      | 164      |
| 0600/582 | 1.8 GTI    | 82     | 2.865    | 2.415    | 1.140    | 1.137    | 1.120    | 1.114    | 1.125    | 1.104    | 1.161    | 1.246    | 1.793    |
| Quelle   | Quelle     | Quelle | [ 16 ]   | [ 17 ]   | [ 18 ]   | [ 19 ]   | [ 20 ]   | [ 21 ]   | [ 22 ]   | [ 23 ]   | [ 24 ]   | [ 25 ]   | [ 26 ]   |

In der Statistik des Kraftfahrt-Bundesamtes wurde von 2006 bis 2012 nach Hubraumklassen gegliedert. Getrennt wurde ab 1400 cm³ Hubraum, ab 1600 cm³ Hubraum sowie ab 2000 cm³ Hubraum. Nicht enthalten in den angegebenen Zahlen von 2006 bis 2012 sind daher Fahrzeuge, die aufgrund von Umbaumaßnahmen einer anderen Hubraumklasse angehört haben als die übrigen Fahrzeuge mit derselben HSN/TSN.
Aufgeführt ist der Bestand an Typen mit mindestens 100 Fahrzeugen in einer anderen Hubraumklasse.
| HSN/TSN  | Modell  | kW     | cm³       | 1.1.2006 | 1.1.2008 | 1.1.2009 | 1.1.2010 | 1.1.2011 | 1.1.2012 |
| -------- | ------- | ------ | --------- | -------- | -------- | -------- | -------- | -------- | -------- |
| 0600/464 | 1.1     | 37     | 1600–1999 | 113      |          | 105      | 124      | 143      | 143      |
| 0600/478 | 1.6 GTI | 81     | 1600–1999 | 215      |          |          |          | 103      | 102      |
| 0600/497 | 1.5     | 51     | 1600–1999 | 183      | 114      | 134      | 157      | 167      | 181      |
| Quelle   | Quelle  | Quelle | Quelle    | [ 17 ]   | [ 18 ]   | [ 19 ]   | [ 20 ]   | [ 21 ]   | [ 22 ]   |

## Umbauten

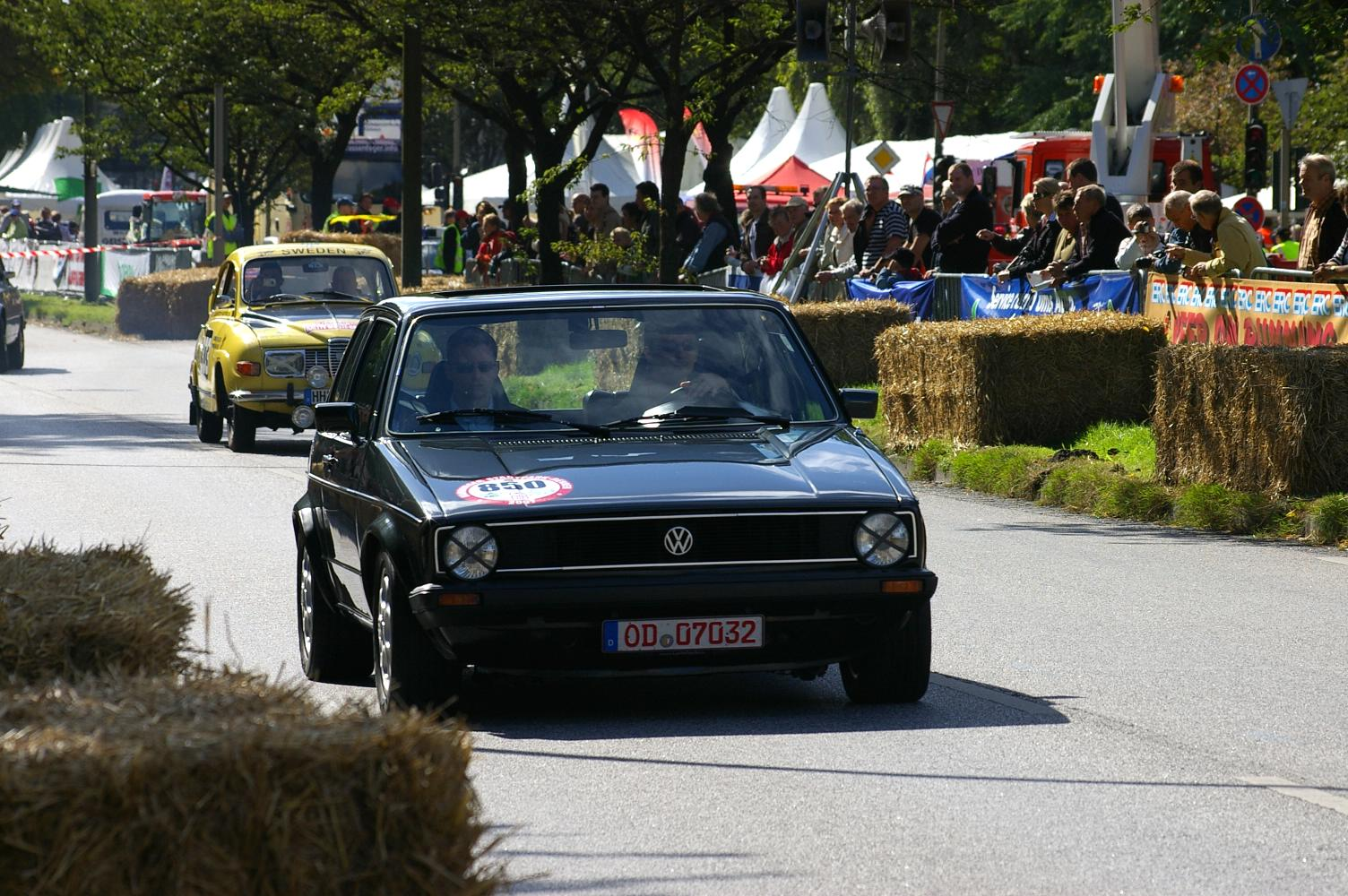
Artz-Umbau

Der Golf I wurde oft getunt und umgebaut. Eine besondere Stellung nimmt hier der Golf 928 von Artz ein. Hier wurde die Karosserie des Golf 1 an die Bodengruppe eines Porsche 928 angepasst und entsprechend verbreitert, wobei das Ziel war, dem Erscheinungsbild eines serienmäßigen Golfs möglichst nahezukommen. Mit bis zu 300 PS (221 kW) Leistung galt dieser Umbau viele Jahre als der „stärkste Golf der Welt“.
ACM stellte von 1990 bis 1993 auf der Basis des Golf I Cabrio etwa 65 Exemplare des Biagini Passo her. Die Karosserie wurde leicht verändert und über einen selbst hergestellten Hilfsrahmen mit dem Fahrgestell des Golf II Country verbunden.

## Sonstiges
- Zum 13. April 2017 gab das Bundesministerium der Finanzen in Deutschland eine Sondermarke der Briefmarkenserie „klassische deutsche Automobile“ zu einem Nennwert von 0,90 Euro aus, auf der der VW Golf I abgebildet ist.[28]